# Aanloop tot de Russische invasie van Oekraïne in 2022
De aanloop tot de Russische invasie van Oekraïne in 2022 was een geopolitieke crisis tussen Rusland en Oekraïne die begon in het voorjaar van 2021 met een reeks incidenten die de angst voor een invasie van Oekraïne door Rusland deed toenemen.
In maart 2021 gaf de Russische president Vladimir Poetin zijn leger de opdracht voor een grote militaire mobilisatie aan de Russisch-Oekraïense grens. Satellietbeelden toonden een grote hoeveelheid gepantserde voertuigen, raketten en ander zwaar materieel. Hierdoor groeide de internationale bezorgdheid over een mogelijke invasie van Oekraïne door Rusland. De troepen trokken zich in mei 2021 gedeeltelijk terug, maar de uitrusting en wapens bleven grotendeels aanwezig. De spanning liep opnieuw op vanaf oktober 2021, toen meer dan 100.000 Russische troepen zich aan drie kanten rondom Oekraïne hadden verzameld.
Ondanks de grote Russische troepenopbouw aan de grens van Oekraïne, bleven Russische regeringsfunctionarissen tot 20 februari 2022 herhaaldelijk ontkennen dat Rusland plannen had om het land binnen te vallen. Op 21 februari 2022 erkende Rusland de twee zelfverklaarde volksrepublieken Donetsk en de Loegansk, inclusief hun claims op het gehele grondgebied van respectievelijk oblast Donetsk en oblast Loehansk en zette troepen in naar de Donbas. Op 22 februari verklaarde Poetin dat de Minsk-akkoorden niet langer geldig waren. Op dezelfde dag keurde de Federatieraad van Rusland unaniem het gebruik van militair geweld in de gebieden goed. In de vroege ochtend van 24 februari 2022 kondigde Poetin op de Russische staatstelevisie een 'speciale militaire operatie' aan. Vrijwel onmiddellijk daarna viel het Russische leger Oekraïne binnen vanuit tegelijkertijd Rusland, de Krim en Wit-Rusland.
De crisis en vooral ook de invasie betekenden een forse escalatie van de Russisch-Oekraïense Oorlog. Dit is de benaming voor een reeks militaire acties die in februari 2014 begon, waaronder de Russische annexatie van de Krim, en de daaropvolgende oorlog in Oost-Oekraïne, in de regio Donbas. In december 2021 had Rusland twee ontwerpverdragen ingediend met verzoeken om wat het noemde 'veiligheidsgaranties', waaronder een juridisch bindende belofte dat Oekraïne nooit zou toetreden tot de Noord-Atlantische Verdragsorganisatie (NAVO), evenals een vermindering van de NAVO-troepen en materieel gestationeerd in Oost-Europa. De meeste van deze voorwaarden werden door westerse leiders echter als onrealistisch van tafel geveegd. De eisen van Rusland gingen gepaard met een dreigement dat er een militair antwoord zou komen als de VS en NAVO zouden vasthouden aan hun 'agressieve lijn'. Poetin verklaarde dat een eventuele toetreding van Oekraïne tot de NAVO voor hem absoluut onbespreekbaar was.

## Voorgeschiedenis vanaf 1991
Na het uiteenvallen van de Sovjet-Unie in 1991 werd Oekraïne een onafhankelijk land, niettemin bleef het nauwe banden onderhouden met Rusland. In 1994 stemde Oekraïne ermee in om zijn nucleaire arsenaal op te geven en ondertekende tevens het Memorandum van Boedapest. Als voorwaarde werd gesteld dat Rusland, het Verenigd Koninkrijk en de Verenigde Staten een verzekering zouden afgeven tegen bedreigingen of het gebruik van geweld tegen de territoriale integriteit of politieke onafhankelijkheid van Oekraïne. Vijf jaar later was Rusland een van de ondertekenaars van het Handvest van de grondrechten van de Europese Unie, waarin het 'het inherente recht van elke deelnemende staat' herbevestigde om 'vrij te zijn om zijn veiligheidsregelingen, met inbegrip van alliantieverdragen, te kiezen of te wijzigen naarmate deze zich ontwikkelen'.
Ondanks het feit dat Oekraïne sinds 1991 een erkend onafhankelijk land is, wordt het als voormalige deelrepubliek van de Sovjet-Unie door de leiding van Rusland nog steeds gezien als onderdeel van de Russische invloedssfeer. In 2004 werden de voormalige Sovjetstaten Estland, Letland en Litouwen lid van de NAVO. Het Russische parlement dreigde hierop met tegenmaatregelen. In 2008 verklaarde de NAVO dat Oekraïne in de toekomst lid zou mogen worden van het bondgenootschap. Poetin noemde dit een 'vijandige daad'. In 2009 meenden de Roemeense analist, Iulian Chifu, en zijn co-auteurs dat Rusland met betrekking tot Oekraïne een bijgewerkte versie van de Brezjnevdoctrine had nagestreefd, die dicteert dat de soevereiniteit van Oekraïne niet groter mag zijn dan die van de lidstaten van het Warschaupact vóór de ineenstorting van de Sovjet-invloedssfeer tijdens de late jaren 1980 en vroege jaren 1990. Deze visie was gebaseerd op de veronderstelling dat de acties van Rusland om het Westen in het begin van de jaren negentig te sussen, met wederkerigheid van het Westen hadden moeten worden beantwoord, zonder uitbreiding van de NAVO langs de Russische grens.

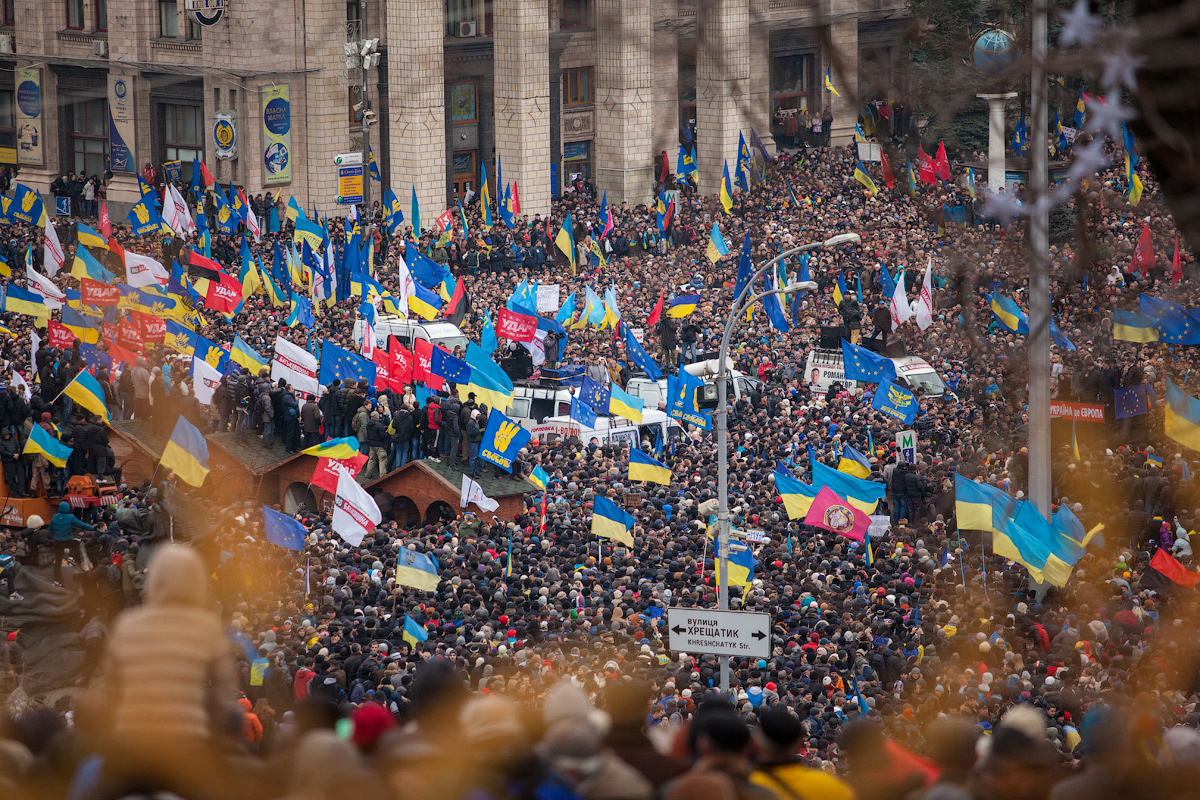
Euromaidan-protesten in Kiev, december 2013.

In februari 2014 werd de toenmalige pro-Russische Oekraïense president, Viktor Janoekovytsj, afgezet na de maandenlange pro-westerse Euromaidan-protesten en de daaropvolgende Revolutie van de Waardigheid. Leiders van de Russischsprekende oostelijke regio's van Oekraïne verklaarden voortdurende loyaliteit aan Janoekovytsj, en veroorzaakten de pro-Russische onrust in 2014 in Oekraïne. Vervolgens annexeerde Rusland de Krim en verleende militaire steun aan rebellen die in het  oostelijke Donetsbekken een gewapende strijd waren begonnen. De opstandelingen wisten de steden Donetsk en Loehansk en delen van de omgeving tot aan de Russische grens in handen te krijgen en riepen daar de zelfverklaarde volksrepublieken Donetsk en Loegansk uit. In de jaren daarna bleef de oorlog in Oost-Oekraïne doorwoekeren, met duizenden doden tot gevolg.
Op 14 september 2020 keurde de Oekraïense president, Volodymyr Zelensky, de nieuwe nationale veiligheidsstrategie van Oekraïne goed, die voorziet in 'de ontwikkeling van het onderscheidende partnerschap met de NAVO met als doel lidmaatschap van de NAVO'.

## Eerste spanningen (februari–april 2021)

### Eerste Russische militaire troepenopbouw
Op 21 februari 2021 deed het Russische ministerie van Defensie een aankondiging over de inzet van 3.000 parachutisten naar de grens voor 'grootschalige oefeningen'. De aankondiging werd gedaan na het harde optreden van de Oekraïense regering tegen Viktor Medvedtsjoek eerder die maand. Medvedtsjoek was een vooraanstaande pro-Russische Oekraïense oppositiepoliticus en magnaat met nauwe persoonlijke banden met de Russische president Vladimir Poetin. Een analyse door Time magazine, gepubliceerd in februari 2022, noemde de gebeurtenis het begin van de Russische militaire opbouw bij de grens van Oekraïne.
Suspilne beweerde op 3 maart dat separatisten van de zelfverklaarde volksrepubliek Donetsk (DPR) hadden verklaard dat ze toestemming hadden gekregen om 'preventief vuur voor vernietiging' te gebruiken op Oekraïense militaire posities.
Vanaf 16 maart begon de NAVO met een reeks militaire oefeningen die bekendstaan als Defender-Europe 2021. De militaire oefening, een van de grootste door de NAVO geleide militaire oefeningen in Europa in decennia, omvatte gelijktijdige operaties in meer dan 30 oefengebieden in 12 landen, waarbij 28.000 troepen uit 27 landen betrokken waren. Op de eerste dag van Defender Europe 2021 zag de Oekraïense SBGS-grenspatrouille in Soemy een provocerende Russische Mil Mi-8-helikopter op zich afkomen die op ongeveer 50 meter van de grens met Oekraïne in tegenovergestelde richting wegvloog.
Op 24 maart 2021 ondertekende de Oekraïense president, Volodymyr Zelensky, decreet nr. 117/2021 'tot goedkeuring van de strategie van de-bezetting en re-integratie van het tijdelijk bezette gebied van de Autonome Republiek van de Krim en de stad Sebastopol'. Twee dagen later vuurden Russische troepen mortieren af op Oekraïense posities nabij Soemy, waarbij vier Oekraïense militairen omkwamen.
Kolonel-generaal Roeslan Chomtsjak, opperbevelhebber van de strijdkrachten van Oekraïne, onthulde op 30 maart inlichtingenrapporten die wezen op een militaire opbouw door de Russische strijdkrachten aan de rand van Oekraïne, ter voorbereiding van de Russische militaire oefening Zapad 2021. Er bevonden zich 28 Russische tactische bataljons langs de Russisch-Oekraïense grens, voornamelijk op de Krim en de oblasten Rostov, Brjansk en Voronezj. Naar schatting waren 60.700 Russische troepen gestationeerd op de Krim en in de Donbas, met alleen al in Oost-Oekraïne 2.000 militaire adviseurs en instructeurs. Volgens Khomtsjak vormde de opbouw, waarvan men verwachtte dat deze zou toenemen tot 53 tactische bataljonsgroepen, een bedreiging voor de militaire veiligheid van Oekraïne. Dmitri Peskov, een woordvoerder van Poetin, was het niet eens met de Oekraïense verklaringen en beweerde dat Ruslands militaire bewegingen niet van belang waren voor buurlanden. 'Er werden beslissingen genomen over zaken van nationale veiligheid, dit zou niet "de minste zorg" moeten opleveren. Rusland vormt voor geen enkel land ter wereld een bedreiging, ook niet voor Oekraïne', zei Peskov.
Op 1 april weigerde Rusland het staakt-het-vuren in de Donbas te verlengen. Niet-officiële Russische bronnen, zoals het aan de Russische veiligheidstroepen gelieerde Telegram-account Military Observer, publiceerden op 2 april 2021 een video van de vlucht van een groep Russische Kamov Ka-52 en Mil Mi-28 gevechtshelikopters, waarbij benadrukt werd dat de vlucht op de Russisch-Oekraïense grens had plaatsgevonden.
Er werden aanzienlijke hoeveelheden wapens en uitrusting uit verschillende regio's van Rusland, zelfs vanuit Siberië, vervoerd naar de Russisch-Oekraïense grens en naar de Krim.

### Aanhoudend geweld en escalatie
Russische pro-Kremlin-media uitten op 3 april 2021 de beschuldiging dat een Oekraïense drone-aanval zou hebben geleid tot de dood van een kind in het separatistische deel van de Donbas. Meer details over dit vermeende incident werden echter niet gegeven. Vjatsjeslav Volodin, voorzitter van de Russische Doema, was van mening dat Oekraïense leiders 'verantwoordelijk moesten worden gehouden voor de dood van het kind', terwijl hij voorstelde Oekraïne uit te sluiten van de Raad van Europa (RvE). Op 5 april stuurden Oekraïense vertegenwoordigers van het Gemeenschappelijk Centrum voor Controle en Coördinatie (JCCC) een nota naar de speciale waarnemingsmissie van de Organisatie voor Veiligheid en Samenwerking in Europa (OVSE) in Oekraïne met betrekking tot pro-Russische bedoelingen om de beschuldigingen te vervalsen. De volgende dag bevestigde de missie de dood van een kind in de Donbas, maar er kon geen verband worden gelegd met de vermeende Oekraïense drone-aanval.
Op 6 april 2021 kwam een Oekraïense militair om het leven als gevolg van beschietingen van Oekraïense posities nabij de stad Nevelske in Donetsk. Een andere soldaat werd in de buurt van Stepne gedood door een onbekend explosief. Als gevolg van de beschietingen was het waterpompstation in de 'grijze zone' tussen de dorpen Vasylivka en Kruta Balka in de Donbas spanningsloos, waardoor de watervoorziening in meer dan 50 nederzettingen werd stopgezet. Kort na de annexatie van de Krim in 2014 blokkeerde Oekraïne de stroom van het noordelijke Krimkanaal, dat 85 procent van het water van de Krim had geleverd. De reservoirs van de Krim raakten vervolgens uitgeput en er ontstonden watertekorten, waarbij naar verluidt in 2021 slechts drie tot vijf uur per dag water beschikbaar was. The New York Times meldde dat hoge Amerikaanse functionarissen zeiden dat het veiligstellen van de watervoorziening van de Krim een doel zou kunnen zijn van een mogelijke inval door Rusland.
Rusland plaatste schepen over tussen de Kaspische Zee en de Zwarte Zee. Bij de overdracht waren verschillende landingsvaartuigen en artillerieboten betrokken. Het Russische persbureau Interfax meldde op 8 april dat de bemanning en schepen van de Kaspische Flotilla bezig waren met de laatste marine-oefeningen, in samenwerking met de Zwarte Zeevloot.
Op 10 april 2021 beriep Oekraïne zich op paragraaf 16 van het Verdrag van Wenen en vroeg de OVSE om een bijeenkomst over de opbouw van Russische troepen in regio's nabij de Russisch-Oekraïense grens en de door Rusland bezette Krim. Het initiatief van Oekraïne werd door verschillende landen gesteund. De Russische delegatie verscheen niet op de vergadering en weigerde tevens uitleg te geven.
De Russische minister van Defensie, Sergej Sjojgoe, beweerde op 13 april dat Rusland zijn troepen paraat hield bij de grens in verband met de dreiging van de aanhoudende militaire oefeningen van de NAVO in Oekraïne en andere omringende landen.
De Oekraïense consul Oleksandr Sosonioek in Sint-Petersburg werd op 13 april vastgehouden door de Russische geheime dienst, Federalnaja Sloezjba Bezopasnosti (FSB), naar verluidt terwijl hij 'vertrouwelijke informatie ontving' tijdens een ontmoeting met een Russisch staatsburger. Sosonioek werd later verdreven uit Rusland. Als tegenreactie werd Yevhen Tsjernikov, een hoge Russische diplomaat van de Russische ambassade in Kiev, op 19 april in Oekraïne persona non grata verklaard en gedwongen het land binnen 72 uur te verlaten.
Op 14 april 2021 beschuldigde Nikolaj Patroesjev, secretaris van de Veiligheidsraad van Rusland (SCRF), de Oekraïense speciale diensten ervan te proberen 'terroristische aanslagen en sabotage' te organiseren op de Krim.
In de nacht van 14 op 15 april 2021 vond in de Zee van Azov, 40 kilometer vanuit de Straat van Kertsj, een zeegevecht plaats tussen drie Oekraïense Gyurza-M-klasse patrouilleschepen en zes schepen van de Russische grensdienst voor kustbescherming van de FSB. De Oekraïense artillerieboten escorteerden burgerschepen toen het incident plaatsvond. Er werd gemeld dat Oekraïense schepen dreigden luchtwapens te gebruiken om provocaties van FSB-schepen af te schrikken. Het incident eindigde zonder slachtoffers.

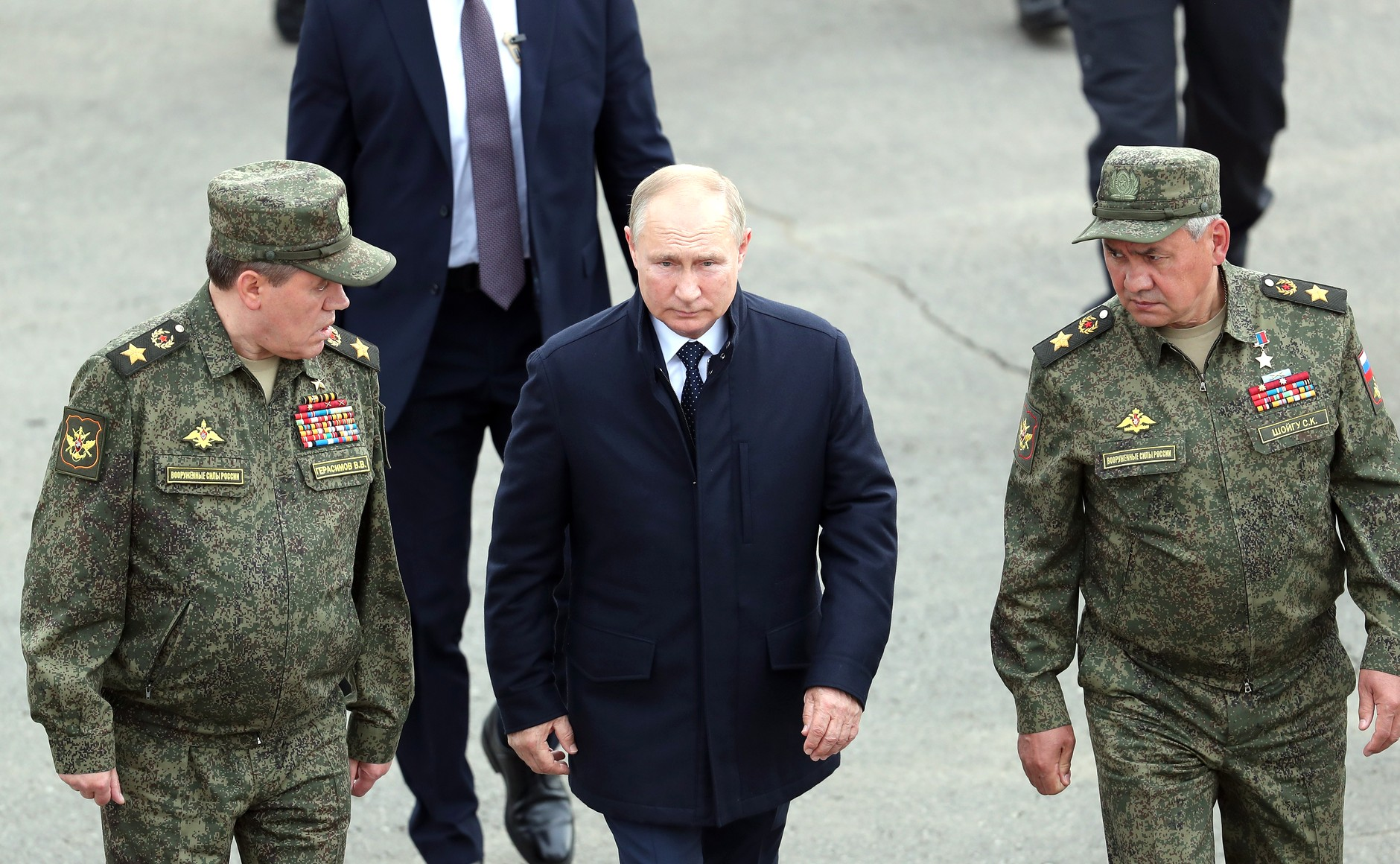
Poetin op bezoek bij de grootschalige militaire oefening Zapad 2021 in september 2021.

De volgende dag meldde het Oekraïense ministerie van Buitenlandse Zaken dat Rusland had aangekondigd dat delen van de Zwarte Zee tot oktober zouden worden afgesloten voor oorlogsschepen en schepen van andere landen, onder het mom van militaire oefeningen. Het ministerie veroordeelde het besluit als een 'grove schending van het recht op navigatievrijheden', gegarandeerd door het VN-Zeerechtverdrag. Volgens dit verdrag mag Rusland de maritieme doorgangen van de internationale zeestraat naar havens in de Zee van Azov niet belemmeren.
Rusland bekritiseerde de NAVO op 15 april vanwege het vasthouden aan haar geplande militaire oefeningen Defender Europe 2021. Als tegenreactie stuurde Rusland troepen naar de westelijke grenzen en hield er militaire oefeningen. Deze inzet leidde ertoe dat Rusland medio april een aanzienlijke hoeveelheid troepen opbouwde langs de Russisch-Oekraïense grens. Een Oekraïense schatting plaatste de inzet op 40.000 Russische troepen voor de Krim en het oostelijke deel van de Russisch-Oekraïense grens. De Duitse regering veroordeelde de inzet vervolgens als een provocatie.
Volgens John Kirby, perssecretaris van het Pentagon, had Rusland op 20 april 2021 meer troepen geconcentreerd nabij de Russisch-Oekraïense grens dan in 2014. In een internationaal rapport voor piloten stond vermeld dat Rusland tussen 20 en 24 april 2021 tijdelijke beperkingen zou hebben opgelegd aan vluchten boven delen van de Krim en de Zwarte Zee.
Op 22 april 2021 kondigde Sjojgoe de stopzetting van de Russische militaire oefeningen aan. Troepen van het 58e en 41e leger en de 7e, 76e en 98e Guards Airborne Division zouden tegen 1 mei, na inspecties, terugkeren naar hun permanente bases in de zuidelijke en westerse militaire districten. De uitrusting en wapens van de trainingsfaciliteit in Pogonovo zouden daar blijven voor Zapad 2021, de jaarlijkse militaire oefening met Wit-Rusland die gepland stond voor september 2021.
Hoge functionarissen van het Amerikaanse ministerie van Defensie meldden op 5 mei 2021 dat Rusland slechts een paar duizend troepen had teruggetrokken sinds de vorige militaire opbouw en schatten dat er nog meer dan 80.000 Russische troepen aan de Russisch-Oekraïense grens waren. Ondanks de gedeeltelijke terugtrekking van verschillende Russische eenheden naar hun oorspronkelijke kazerne, bleef het meeste materieel achter, wat leidde tot de vrees dat er een herschikking zou kunnen plaatsvinden.

## Hernieuwde spanningen (oktober 2021 – februari 2022)

CSTO-leden
NAVO-leden
Landen getroffen door territoriale geschillen (Georgië, Japan en Oekraïne)
Betwiste regio's die door Rusland worden erkend als deel van zijn grondgebied of als soevereine staten (Abchazië, Krim, Donetsk, Loegansk en Zuid-Ossetië)

In juli 2021 publiceerde Poetin een essay met de titel Over de historische eenheid van Russen en Oekraïners, waarin hij Rusland en Oekraïne omschreef als 'één volk' en 'Russen, Oekraïners en Wit-Russen beschouwde als nakomelingen van de oude Roes'. De Amerikaanse historicus Timothy Snyder bestempelde de ideeën van Poetin als een vorm van imperialisme. De Britse journalist Edward Lucas beschreef het als historisch revisionisme. Andere waarnemers hebben opgemerkt dat het Russische leiderschap een vertekend beeld heeft van het moderne Oekraïne en zijn geschiedenis.
Dmitri Medvedev, vicevoorzitter van de Veiligheidsraad van Rusland, publiceerde op 11 oktober 2021 een artikel in dagblad Kommersant, waarin hij stelde dat Oekraïne een 'vazal' van het Westen was en dat het daarom zinloos was voor Rusland om te proberen een dialoog aan te gaan met de Oekraïense autoriteiten, die hij omschreef als 'zwak, onwetend en onbetrouwbaar'. Medvedev concludeerde dat Rusland niets moest doen met betrekking tot Oekraïne en moest wachten tot er een Oekraïense regering aan de macht zou komen die oprecht geïnteresseerd was in het verbeteren van de betrekkingen met Rusland, hij voegde eraan toe: 'Rusland weet hoe te wachten. Wij zijn geduldige mensen'. Het Kremlin specificeerde later dat het artikel van Medvedev 'in overeenstemming was met de Russische visie op de huidige Oekraïense regering'. De stellingen van Medvedev bouwden voort op zijn vorige publicaties en eveneens op de eerdergenoemde essay van Poetin. Rusland verklaarde dat een mogelijke Oekraïense toetreding tot de NAVO en de uitbreiding van de NAVO in het algemeen de nationale veiligheid bedreigen. Op hun beurt hebben Oekraïne en andere Europese landen die aan Rusland grenzen, Poetin ervan beschuldigd te proberen het Russische rijk/de Sovjet-Unie te herstellen en een agressief militaristisch beleid te voeren.
In november 2021 beschreef het Russische ministerie van Defensie de inzet van de Amerikaanse oorlogsschepen in de Zwarte Zee als een 'bedreiging voor de regionale veiligheid en strategische stabiliteit'. Het ministerie zei in een verklaring: 'Het echte doel achter de Amerikaanse activiteiten in het Zwarte Zeegebied is het verkennen van het operatiegebied voor het geval Kiev probeert het conflict in het zuidoosten met geweld te regelen.'

### Tweede Russische militaire troepenopbouw

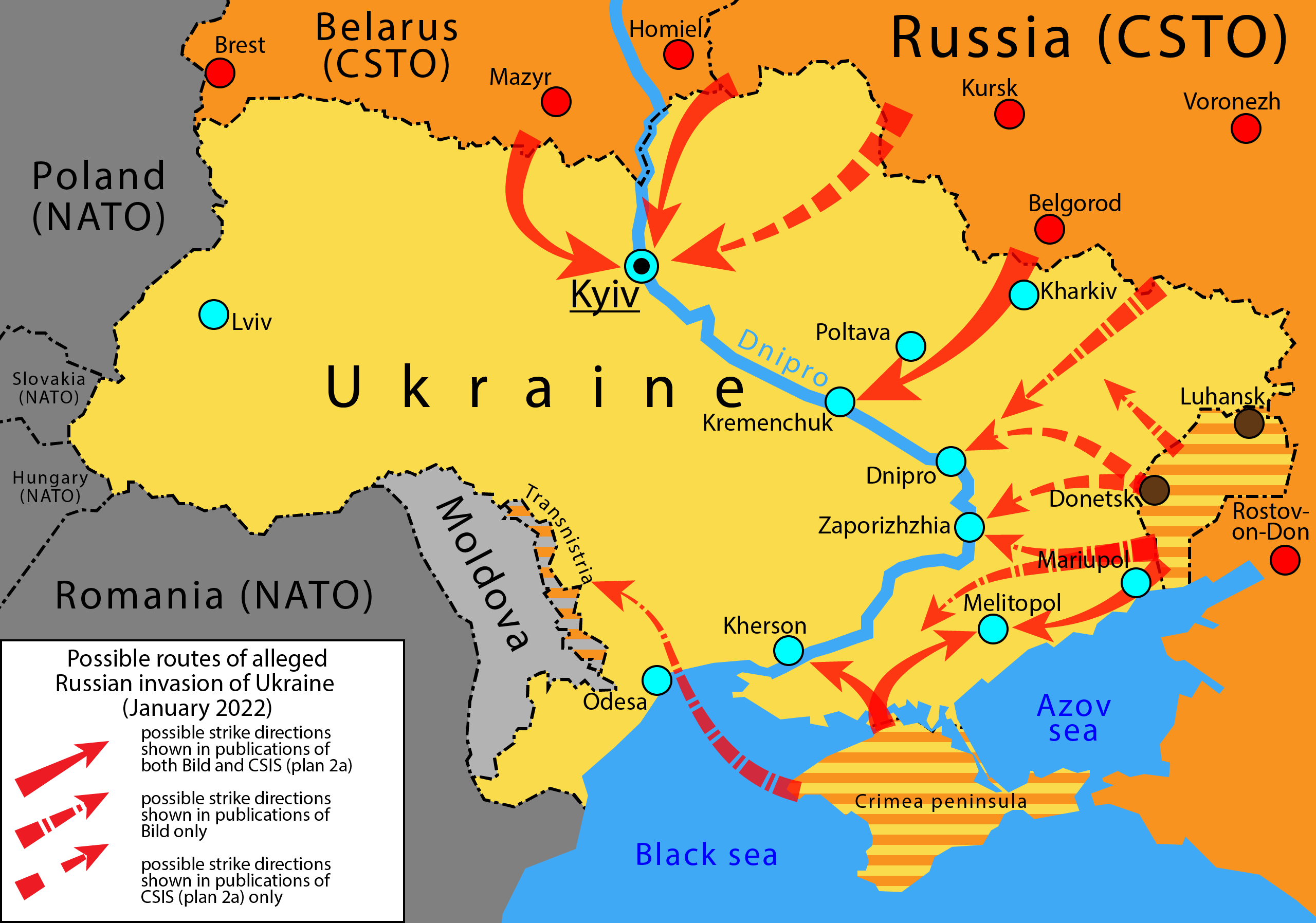
Een kaart met twee vermeende Russische plannen die afzonderlijk door Bild en het Centrum voor Strategische en Internationale Studies (CSIS) zijn gepubliceerd.

Begin november 2021 kwamen er satellietbeelden naar buiten van treinen met tanks en raketten in Rusland, niet ver van de Oekraïense grens. Volgens Rusland waren deze slechts voor militaire oefeningen aanwezig. De militaire inlichtingendienst van het Oekraïense ministerie van Defensie (HUR MOU) schatte dat het aantal troepen op 2 november was gestegen tot 90.000. De berichten over de Russische militaire opbouw waren aanleiding voor Amerikaanse functionarissen om hun Europese bondgenoten te waarschuwen dat Rusland een mogelijke invasie van Oekraïne zou kunnen overwegen, terwijl een aantal experts van mening waren dat Poetin alleen maar een sterkere positie zocht voor verdere onderhandelingen met het Westen.
Op 13 november 2021 kondigde de Oekraïense president Zelensky aan dat Rusland opnieuw 100.000 troepen had verzameld in de buurt van de Russisch-Oekraïense grens, hoger dan een Amerikaanse schatting van ongeveer 70.000. Op dezelfde dag ontkende Poetin in een interview op de Russische staatstelevisie elke mogelijkheid van een Russische invasie van Oekraïne, waarbij hij de verdenking bestempelde als 'alarmerend', terwijl hij tegelijkertijd de NAVO beschuldigde van ongeplande marine-oefeningen in de Zwarte Zee. Acht dagen later meldde het hoofd van de HUR MOU, Kirilo Boedanov dat de inzet van Russische troepen de 92.000 naderde. Boedanov beschuldigde Rusland van het organiseren van verschillende anti-(COVID-19)-vaccinatie protesten in Kiev om het land te destabiliseren.
Tussen eind november en begin december 2021, toen Russische en Oekraïense functionarissen over en weer beschuldigingen uitten over elkaars massale inzet van troepen in de Donbas regio, waarschuwde de Oekraïense minister van Buitenlandse Zaken, Dmytro Koeleba, Rusland 'dat een aanval op Oekraïne Rusland duur zou komen te staan', terwijl Kremlin-woordvoerder Dmitri Peskov de beschuldigingen 'hysterie' noemde.

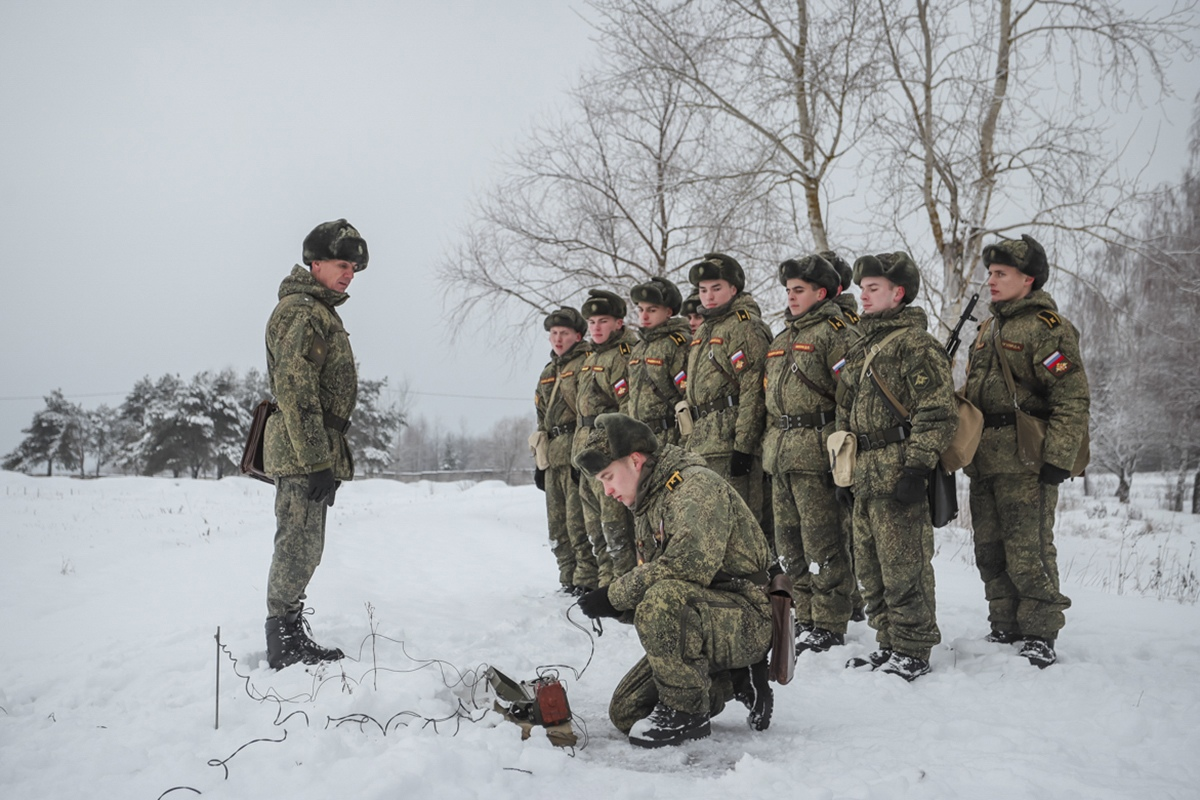
Tactische oefening van het Russische leger, december 2021.

Op 3 december 2021 sprak de Oekraïense minister van Defensie, Oleksij Reznikov, tijdens een zitting in de Verchovna Rada (het nationale parlement van Oekraïne) over de mogelijkheid van een 'grootschalige escalatie' door Rusland eind januari 2022. Reznikov schatte de Russische militaire opbouw op 94.300 troepen. Begin december 2021 concludeerde een analyse van inlichtingenbureau Janes dat belangrijke elementen van het 41e Russische leger (met een hoofdkwartier in Novosibirsk) en het 1st Guards Tank Army (normaal ingezet rond Moskou) naar het westen waren verplaatst, om de troepen die al dichter bij de Russisch-Oekraïense grens waren gepositioneerd te versterken. Er zouden nog meer Russische troepen naar de Krim zijn verhuisd, ter versterking van de Russische marine- en grondeenheden die daar al waren ingezet.
Rusland begon in januari 2022 met de langzame evacuatie van zijn ambassadepersoneel in Kiev. De motieven van de evacuatie waren onbekend en werden onderworpen aan meerdere speculaties. Medio januari meldden inlichtingen van het Oekraïense ministerie van Defensie dat Rusland zich in de laatste fase bevond van de voltooiing van de militaire opbouw aan de Russisch-Oekraïense grens, met 127.000 troepen in de regio. Onder de troepen waren 106.000 landstrijdkrachten en voor de rest waren het zee- en luchtstrijdkrachten. Er waren 35.000 door Rusland gesteunde separatistische troepen en nog eens 3.000 Russische troepen in het door rebellen gecontroleerde oosten van Oekraïne. Volgens de schatting had Rusland 36 9K720 Iskander-systemen voor korteafstandsraketten nabij de grens ingezet, waarvan vele op korte afstand van Kiev waren gestationeerd. De inlichtingen rapporteerden ook een geïntensiveerde activiteit van de Russische inlichtingendienst. Een analyse uitgevoerd door de Noord-Atlantische Raad van 20 januari concludeerde dat Rusland aanvullende kritieke gevechtscapaciteiten in de regio had ingezet.
Er werden grote Russische militaire eenheden verplaatst naar Wit-Rusland onder het mom van eerder geplande gezamenlijke militaire oefeningen die in februari 2022 zouden plaatsvinden. Het hoofdkwartier van het Oostelijk Militair District werd namelijk ingezet in Wit-Rusland. Oekraïense en Amerikaanse functionarissen geloofden dat Rusland probeerde Wit-Rusland te gebruiken als platform voor een aanval op Oekraïne vanuit het noorden, vanwege de nabijheid van de Wit-Russisch-Oekraïense grens met de stad Kiev.
Op 19 januari 2022 zei de Amerikaanse president Joe Biden dat volgens hem 'Rusland naar Oekraïne zou verhuizen', en dat Poetin voor een invasie 'een serieuze en hoge prijs' zou moeten betalen en 'er spijt van zou krijgen'.
Op 20 januari 2022 kondigde Rusland plannen aan om later die maand grote marine-oefeningen te houden. Alle Russische marinevloten met 140 schepen, 60 vliegtuigen, 1.000 eenheden militair materieel en 10.000 soldaten zouden daarbij betrokken zijn, in de Middellandse Zee, de noordoostelijke Atlantische Oceaan, de Stille Oceaan, de Noordzee en de Zee van Ochotsk. Op 28 januari meldde Reuters dat anonieme Amerikaanse functionarissen hadden onthuld dat Rusland bloedvoorraden en ander medisch materiaal in voorraad had opgeslagen. In een interview met The Washington Post in januari 2022 waarschuwde Zelensky dat Russische troepen de Donbas zouden kunnen binnenvallen en overnemen. Hij voerde ook aan dat een invasie zou leiden tot een grootschalige oorlog tussen Oekraïne en Rusland. Op 31 januari beschuldigde oud kolonel-generaal Leonid Ivasjov van de Al-Russische Officiersvergadering (OOS), Poetin en de politieke leiding van Rusland ervan een oorlog tegen Oekraïne voor te bereiden. De verklaring las:

Wij, officieren van Rusland, eisen dat de president af zal zien van het criminele beleid van het uitlokken van een oorlog waarin Rusland zich alleen zal bevinden tegenover de verenigde krachten van het Westen en dat hij ontslag zal nemen.

Op 5 februari 2022 meldden twee anonieme Amerikaanse functionarissen dat Rusland 83 tactische bataljons had verzameld, naar schatting 70 procent van de gevechtscapaciteiten, voor een grootschalige invasie van Oekraïne. Er werd ook voorspeld dat een hypothetische invasie zou resulteren in 8.000 tot 35.000 militaire slachtoffers en 25.000 tot 50.000 burgerslachtoffers. De functionarissen verwachtten dat het mogelijke startvenster zou zijn tussen 15 februari tot eind maart, wanneer extreem koud weer de wegen zou bevriezen en zou helpen bij het verplaatsen van gemechaniseerde eenheden.

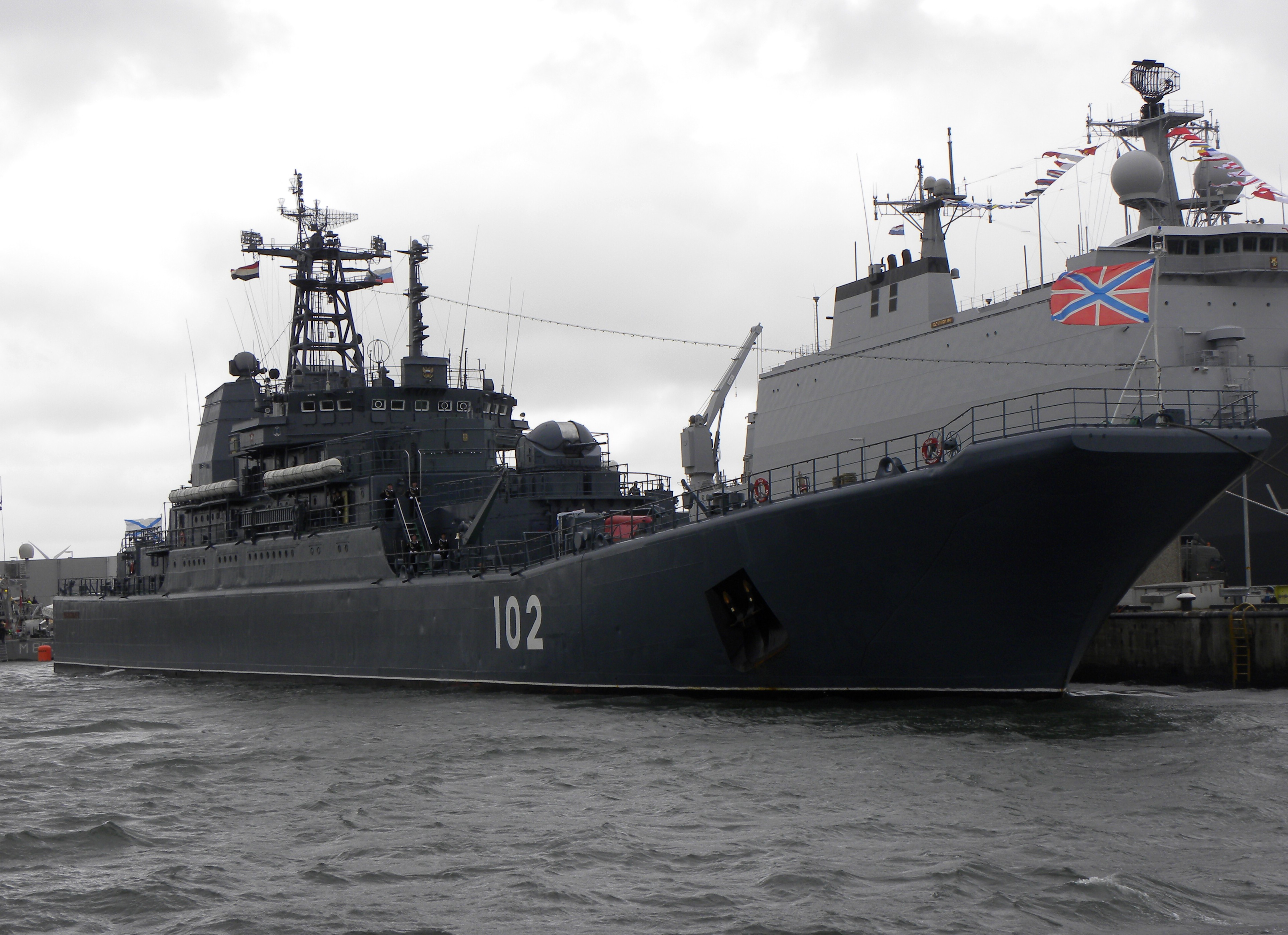
De Kaliningrad, een landingsschip van de Ropucha-klasse, was een van de zes landingsschepen die op 8 februari 2022 naar Sebastopol vertrokken.

Op 8 februari, zou een vloot van zes Russische landingsschepen, namelijk de Korolev, de Minsk en Kaliningrad van de Baltische Vloot; en de Petr Morgunov, de Georgiy Pobedonosets en de Olenegorskiy Gornyak van de Noordelijke Vloot, naar de Zwarte Zee zijn gevaren voor marine-oefeningen. De vloot arriveerde twee dagen later in Sebastopol. Op 10 februari kondigde Rusland twee grote militaire oefeningen aan. De eerste was een marine-oefening aan de Zwarte Zee, waartegen Oekraïne protesteerde omdat het ertoe leidde dat Rusland de vaarroutes blokkeerde bij de Straat van Kertsj, de Zee van Azov en de Zwarte Zee. Ten tweede was er een gezamenlijke militaire oefening van Wit-Rusland en Rusland in regio's dicht bij de Wit-Russisch-Oekraïense grens, waarbij 30.000 Russische troepen en bijna alle Wit-Russische strijdkrachten betrokken waren. Als tegenreactie hield Oekraïne zelf militaire oefeningen, waarbij 10.000 Oekraïense troepen betrokken waren. Beide oefeningen waren gepland voor tien dagen.
Op 11 februari werd het aantal Russische troepen aan de Oekraïense grens door The Moscow Times op 140.000 geschat. Nieuwe satellietdata lieten een ogenschijnlijke toename van troepen op de Krim en in de Russische oblast Koersk zien. Ook leek het alsof er in Wit-Rusland twee veldhospitalen werden gebouwd. De VS en de NAVO bestempelden de oefeningen als de grootste in Wit-Rusland sinds de Koude Oorlog, en zagen het als een mogelijk plan om Oekraïne vanuit het noorden aan te vallen.
De nationale veiligheidsadviseur van de VS, Jake Sullivan, verklaarde op 20 februari, vóór de sluiting van de Olympische Winterspelen van 2022 in Peking, dat een aanval op elk moment kon beginnen. Los daarvan publiceerden de media verschillende rapporten, op basis van verkregen Amerikaanse inlichtingen die aan verschillende bondgenoten waren gedeeld, met specifieke verwijzingen naar 16 februari als een mogelijke startdatum voor een grondinvasie. Na deze verklaringen gaf de VS het merendeel van hun diplomatieke staf en alle militaire instructeurs in Oekraïne de opdracht om te evacueren. Talloze landen, waaronder Japan, Duitsland, Australië en Israël, drongen er bij hun burgers op aan om Oekraïne onmiddellijk te verlaten. De volgende dag schortte KLM haar vluchten van en naar Oekraïne op.
Op 10 februari 2022 deden de Baltische staten een beroep op bepalingen van het Verdrag van Wenen waarin Wit-Rusland om uitleg werd gevraagd over de ongebruikelijke militaire activiteiten. De stap werd een dag later gevolgd door Oekraïne, waar ook een beroep werd gedaan op hoofdstuk III Risicovermindering van het Verdrag van Wenen, waarin Rusland werd verzocht om 'gedetailleerde uitleg over militaire activiteiten in de gebieden grenzend aan het grondgebied van Oekraïne en op de tijdelijk bezette Krim'. Volgens de Oekraïense minister van Buitenlandse Zaken, Dmytro Koeleba, was er binnen de vereiste termijn van 48 uur geen reactie van de Russische autoriteiten ontvangen. Op 13 februari verzocht Oekraïne om een spoedvergadering van de OVSE binnen de volgende 48 uur, waarop Rusland naar verwachting zou reageren.
Op 14 februari 2022 werd er een telefoongesprek gevoerd tussen de Oekraïense minister van defensie, Oleksij Reznikov, en zijn Wit-Russische ambtgenoot Viktor Chrenin, waarin overeenstemming werd bereikt over wederzijds vertrouwenwekkende en transparantiemaatregelen. Zoals een gepland bezoek van de Defensieattaché van Wit-Rusland aan de Oekraïense oefening Zametil 2022, evenals het bezoek van de Defensieattaché van Oekraïne aan de Wit-Russisch-Russische oefening Union Resolve 2022. De door Oekraïne aangevraagde spoedvergadering van de OVSE vond plaats op 15 februari. De Russische delegatie bij de OVSE was echter afwezig.
De Russische minister van Defensie, Sergej Sjojgoe, meldde op 14 februari dat eenheden uit de zuidelijke en westelijke militaire districten van Rusland waren begonnen om terug te keren naar hun kazerne na de voltooiing van 'oefeningen' in de buurt van Oekraïne. Tijdens een persconferentie die de volgende dag werd gehouden, merkte president Biden echter op dat ze dergelijke rapporten niet konden verifiëren. Volgens Reuters zei Kremlinwoordvoerder, Dmitri Peskov, dat Moskou 'zeer bezorgd' was over de rapporteringen van een escalatie en zei dat het westen 'ongefundeerde beschuldigingen' maakte over de door Rusland gemelde terugtrekking van haar troepen. 'Ze kunnen niet zomaar wegvliegen, het kost tijd.' Op 15 februari stond het geschatte aantal militairen bij de Oekraïense grens volgens de NOS op 130.000, waarvan er ongeveer 30.000 meededen aan een oefening tussen Rusland en Wit-Rusland. Op 16 februari weerlegde de secretaris-generaal van de NAVO, Jens Stoltenberg, de Russische beweringen en meldde dat Rusland de militaire opbouw had voortgezet.
Op 17 februari kondigde Rusland oefeningen met onder andere intercontinentale ballistische raketten en kruisvluchtwapens aan. Volgens het Russische ministerie waren deze oefeningen al langer gepland, 'om de paraatheid en betrouwbaarheid van (kern)wapens te controleren'. Op 19 februari werden twee Oekraïense soldaten gedood, terwijl nog eens vijf gewond raakten door artillerievuur van separatisten. Op 18 februari kondigde Biden aan dat hij ervan overtuigd was dat Poetin de beslissing had genomen om Oekraïne binnen te vallen.
Op 20 februari 2022 kondigde het Wit-Russische ministerie van Defensie de voortzetting van de militaire oefeningen Allied Resolve 2022 aan, op besluit van de Wit-Russische president Aleksandr Loekasjenko en Poetin. Volgens de Wit-Russische minister van Defensie Viktor Chrenin was dit te wijten aan de 'escalatie van de militaire activiteit langs de buitengrenzen van de Uniestaat en de verslechtering van de situatie in de Donbas'. Op dezelfde dag meldden verschillende nieuwsmedia dat de CIA reden had om te geloven dat Russische commandanten het bevel hadden gekregen om door te gaan met de invasie.

### Vermeende Russische subversiepogingen
Op 26 november 2021 beschuldigde Zelensky de Russische regering en de Oekraïense miljardair Rinat Akhmetov van steun aan een plan om de Oekraïense regering omver te werpen. Rusland ontkende deze beschuldiging. Op 10 januari 2022 maakte de SBU bekend dat het een agent van de Russische militaire inlichtingendienst had gearresteerd die probeerde agenten te rekruteren om aanvallen uit te voeren op Odessa.
Op 14 januari was er een cyberaanval op meer dan 70 websites in Oekraïne, waaronder overheidssites. Op de websites van onder meer het ministerie van Buitenlandse Zaken en de Veiligheids- en Defensieraad was een waarschuwing in het Oekraïens, Russisch en Pools te lezen: 'Wees bang en vrees het ergste.' Vermoed werd dat Rusland achter deze aanval zat. Rusland bestempelde deze beschuldiging als 'ongefundeerd'. Een dag later maakte Oekraïne bekend dat er volgens hen een Wit-Russische computerspionagegroep achter de aanval zat, die malware gebruikt had die identiek was aan die van de Russische hackersgroep ATP-29.
De HUR MOU beschuldigde Russische speciale diensten van het voorbereiden van provocaties tegen Russische soldaten gestationeerd in Transnistrië, een afgescheiden niet-erkende staat die internationaal wordt beschouwd als onderdeel van Moldavië. Op 17 februari 2022 verklaarden topfunctionarissen van de VS en de NAVO dat Russische agenten, opgeleid in stedelijke oorlogsvoering en explosieven, als saboteurs waren ingezet om een 'valse vlag'-operatie uit te voeren tijdens een aanval op Russische proxy-separatisten in Oost-Oekraïne, als een methode om Rusland een casus belli te geven voor een invasie van Oekraïne. De Russische regering ontkende de beweringen.
Op 22 januari 2022 meldde de Britse regering dat Rusland een plan aan het voorbereiden was om de Oekraïense regering met militair geweld te vervangen en een pro-Russische marionettenregering in het land te installeren, mogelijk onder leiding van Evgeni Moerajev, een voormalig lid van het Oekraïense parlement. Zowel Moerajev als de Russische regering ontkenden de aantijgingen, waarbij de Russische regering de NAVO-lidstaten 'onder leiding van de Angelsaksen' de schuld gaven van de crisis. Op 3 februari waarschuwden de VS dat Rusland van plan was een 'gefabriceerde video van een geënsceneerde Oekraïense aanval' te gebruiken als voorwendsel voor een verdere invasie van Oekraïne. De Russische regering ontkende plannen om een voorwendsel voor een invasie te creëren.
De Amerikaanse ambassadeur bij de Verenigde Naties en andere internationale organisaties in Genève, Bathsheba Nell Crocker, schreef aan de Hoge Commissaris voor de mensenrechten van de VN, Michelle Bachelet, dat de VS 'geloofwaardige informatie had die erop wees dat Russische troepen lijsten hadden van geïdentificeerde Oekraïners die gedood of naar kampen gestuurd zouden worden na een militaire bezetting', en dat Rusland 'waarschijnlijk dodelijke maatregelen zal nemen om vreedzame protesten van de burgerbevolking uiteen te drijven'.

#### Russische beschuldigingen van genocide in Oost-Oekraïne
Op 9 december 2021 sprak Poetin over discriminatie van Russischtaligen buiten Rusland en zei: 'Ik moet zeggen dat Russofobie een eerste stap is naar genocide. Jij en ik weten wat er in de Donbas gebeurt. Het lijkt zeker erg op genocide.' Rusland veroordeelde ook de Oekraïense taalwet. Op 15 februari 2022 zei Poetin tegen de pers: 'Wat er in de Donbas aan de hand is, is precies genocide.' Verschillende internationale organisaties, waaronder het Hoge Commissariaat voor de Mensenrechten (OHCHR) en de Raad van Europa hebben geen bewijs gevonden dat de Russische beweringen ondersteunt. De beschuldigingen van genocide zijn door de Europese Commissie afgewezen als Russische desinformatie.
De Amerikaanse ambassade in Oekraïne beschreef Russische genocideclaims als 'verwerpelijke leugen', terwijl de woordvoerder van het Amerikaanse ministerie van Buitenlandse Zaken, Ned Price, zei dat de Russische regering dergelijke claims deed als 'een excuus om Oekraïne binnen te vallen'. Op 18 februari antwoordde de Russische ambassadeur in de VS, Anatoli Antonov, op een vraag over Amerikaanse functionarissen die twijfelden aan de beschuldigingen van genocide op Russen in de Donbas, door een verklaring op de Facebook-pagina van de ambassade te plaatsen waarin stond: 'Dit veroorzaakt verontwaardiging en woede. ... We zien hier niet alleen de dubbele moraal van de Verenigde Staten, maar ook nogal primitief en grof cynisme. ... Het belangrijkste geopolitieke doel van de Verenigde Staten is om Rusland zo ver mogelijk naar het Oosten terug te duwen. Daartoe is een beleid nodig om de Russisch-sprekende bevolking uit hun huidige woonplaats te dwingen. Daarom geven de Amerikanen er de voorkeur aan niet alleen de pogingen tot gedwongen assimilatie van Russen in Oekraïne te negeren, maar ze ook sterk door de vingers te zien met politieke en militaire steun.'

### Oekraïense verdedigingen
Ter voorbereiding van een mogelijke hernieuwde Russische invasie hadden de Oekraïense Grondtroepen in april 2021 een bijeenkomst aangekondigd over territoriale verdediging om de landsgrenzen en kritieke faciliteiten te versterken en te beschermen, en om sabotage- en verkenningsgroepen in het zuiden van Oekraïne te bestrijden. In dezelfde maand bezocht president Zelensky Oekraïense defensieve posities bij de Donbas. In december 2021 had Oekraïne, volgens Rusland, 125.000 troepen ingezet in het conflictgebied in de Donbas.
De VS schatte in december 2021 dat Rusland meer dan 175.000 troepen zou kunnen verzamelen om Oekraïne binnen te vallen. De Oekraïense minister van Defensie, Oleksij Reznikov, verklaarde: 'We hebben 250.000 officiële militairen in ons leger en bovendien 400.000 veteranen en 200.000 reservisten, 175.000 is niet genoeg om naar Oekraïne te gaan.' Reznikov beweerde dat Rusland eind januari 2022 een grootschalige aanval op Oekraïne zou kunnen lanceren.
De Territoriale Strijdkrachten van Oekraïne rekruteerden extra burgers en leidden hen op in stedelijke guerrilla-tactieken en het gebruik van vuurwapens. Dergelijke opstandstactieken, zoals gerapporteerd door The New York Times, zouden een verzetsbeweging kunnen ondersteunen mocht het Russische leger het Oekraïense leger overweldigen. De Territoriale Strijdkrachten van Oekraïne zijn het reservecomponent van de Oekraïense krijgsmacht die werd opgericht in het begin van de Russisch-Oekraïnense oorlog in 2014. Andriy Zahorodnioek, de voormalige Oekraïense minister van Defensie, schreef in januari 2022 dat in het geval van een Russische invasie, de Russische troepen waarschijnlijk 'belangrijke elementen van de militaire infrastructuur van het land' zouden vernietigen en in staat zouden zijn 'diep door te dringen op Oekraïens grondgebied', maar moeite zouden hebben om het veilig te stellen. Zahorodnioek verklaarde verder: 'Russische bezettingstroepen zullen te maken krijgen met zeer gemotiveerde tegenstanders die vechten in een vertrouwde omgeving.'

#### Buitenlandse steun
Als reactie op de verwachting van een invasie na de hernieuwde militaire opbouw van meer dan 100.000 Russische troepen nabij de Russisch-Oekraïense grens, begonnen enkele NAVO-lidstaten in januari 2022 met het verstrekken van militaire hulp. Deze hulp omvatte het leveren van dodelijke wapens, waarbij de VS toestemming gaf aan de NAVO om anti-pantserraketten en andere in de VS gemaakte wapens naar Oekraïne te sturen. De eerste Amerikaanse zending van zo'n 90 ton (200.000 lb) dodelijke wapens arriveerde op 22 januari 2022 in Oekraïne. De VS leverden FGM-148 Javelin antitankraketten, anti-pantserartillerie, zware machinegeweren, handvuurwapens, munitie, beveiligde radiosystemen, medische apparatuur en reserveonderdelen.
De Amerikaanse minister van Defensie, Lloyd Austin, en voorzitter van de Joint Chiefs of Staff, Mark Milley, dreigden met de Amerikaanse steun voor een anti-Russische opstand in Oekraïne, vergelijkbaar met de hulp van de CIA aan anti-Sovjet-moedjahedien-rebellen in Afghanistan in de jaren tachtig. Volgens James Stavridis, voormalig Supreme Allied Commander Europe bij de NAVO (2009-2013), 'zou het niveau van militaire steun voor anti-Russische guerrillastrijders in vergelijking met onze inspanningen in Afghanistan tegen de Sovjet-Unie nietig doen lijken'.
In december 2021 keurde de Amerikaanse regering 200 miljoen dollar aan aanvullende defensiehulp aan Oekraïne goed. Dit bedrag kwam bovenop de 450 miljoen dollar die al eerder was toegezegd. De wapenleveringen uit de VS begonnen de volgende maand en omvatten .50 BMG-munitie, M141 Bunker Defeat Munition (BDM) en Javelin-systemen. De VS waren ook van plan om Mil Mi-17-helikopters over te brengen naar Oekraïne, die eerder door de Afghaanse luchtmacht werden gevlogen.
Het kabinet-Biden keurde de leveringen van FIM-92 Stinger grond-luchtraketten aan Oekraïne goed. Estland schonk Javelin-antitankraketten aan Oekraïne, terwijl Letland en Litouwen Stinger-luchtverdedigingssystemen en bijbehorende uitrusting leverden.
Ook andere NAVO-leden verleenden hulp aan Oekraïne. Reeds bestaande Britse en Canadese militaire trainingsprogramma's werden versterkt in januari 2022. De Britten zetten extra militaire trainers in en zorgden voor lichte anti-pantserverdedigingssystemen, terwijl de Canadezen een kleine delegatie van speciale troepen inzetten om Oekraïne te helpen. Op 17 januari meldde de Britse minister van Defensie, Ben Wallace, dat het Verenigd Koninkrijk 1100 korteafstands-antitankraketten had geleverd aan Oekraïne. Op 20 januari waren er 2.000 korteafstands-anti-tank MBT LAW-raketten afgeleverd via talrijke C-17-transportvliegtuigen van de Royal Air Force tussen het VK en Oekraïne. Op 21 januari meldde het UK Defense Journal dat er een toename was geweest van het aantal RC-135W Rivet Joint-verkenningsvliegtuigen van de Royal Air Force dat werd ingezet om de Russische troepen aan de Russisch-Oekraïense grens te bewaken.
Op 16 januari 2022 kondigde de Deense regering aan dat ze Oekraïne een defensiepakket van 22 miljoen euro zouden verstrekken. Op 21 januari zei de Nederlandse minister van Buitenlandse Zaken, Wopke Hoekstra, dat Nederland klaar was om 'defensieve militaire steun' te leveren. Hij verklaarde dat Oekraïne Nederland op 20 januari om wapenhulp had gevraagd en dat een parlementaire meerderheid die steun goedkeurde.
Op 31 januari 2022 kondigde Polen het besluit aan om Oekraïne te voorzien van dodelijke wapens. Het was van plan om aanzienlijke hoeveelheden lichte munitie, artilleriegranaten, lichte mortiersystemen, verkenningsdrones en in Polen gemaakte PZR Grom-luchtdoelraketten te leveren.
Op 17 februari 2022 ging een tripartite-overeenkomst van start tussen Polen, Oekraïne en het VK, met als doel te reageren op bedreigingen voor de Europese veiligheid en de betrekkingen van Oekraïne met de twee andere Europese landen op het gebied van cyberbeveiliging, energiebeveiliging en het tegengaan van desinformatie.

### NAVO-versterkingen
De Nederlandse en Spaanse regeringen hebben ter ondersteuning van de NAVO troepen in de regio ingezet. Op 20 januari 2022 kondigde de Spaanse minister van Defensie, Margarita Robles, aan dat de Spaanse marine zou worden ingezet in de Zwarte Zee. Het patrouillevaartuig Meteoro, dat dienstdeed als mijnenveger, was al onderweg en het fregat Blas de Lezo vertrok op 22 januari. Ze kondigde aan dat de Spaanse regering overwoog de Spaanse luchtmacht (SAF) naar Bulgarije te sturen. Op 12 februari werden vier Eurofighters ingezet. Nederland beloofde dat het twee F-35's naar Bulgarije zou sturen als onderdeel van de uitgebreide luchttoezicht-missie van de NAVO.
Op 5 februari 2022 arriveerden 2.000 nieuw gestationeerde Amerikaanse soldaten in Duitsland en Polen, als onderdeel van de Amerikaanse poging om de oostelijke flank van de NAVO te versterken, tijdens de grootschalige troepenopbouw van Rusland langs de grenzen met Oekraïne.
Op 7 februari 2022 zei de Britse premier, Boris Johnson, dat Groot-Brittannië niet zou 'terugdeinzen' terwijl hij zich voorbereidde om Royal Marines, RAF-vliegtuigen en Royal Navy-oorlogsschepen in Oost-Europa in te zetten.
Op 11 februari 2022 kondigde de VS de extra inzet van 3.000 troepen aan naar Polen en stuurden ze F-15-jachtvliegtuigen naar Roemenië.

## Escalatie en invasie

### Vermeende aanvallen (17-21 februari)
Vanaf 17 februari escaleerden de gevechten in de Donbas aanzienlijk. Terwijl het aantal aanvallen in de eerste zes weken van 2022 tussen de twee en vijf per dag lag, maakte het Oekraïense leger op 17 februari melding van 60 aanvallen. Russische staatsmedia berichtten op dezelfde dag meer dan 20 artillerie-aanvallen op posities waar zich Russische separatisten bevonden. De Oekraïense regering beschuldigde Russische separatisten van het beschieten van een kleuterschool in Stanytsia Luhanska met artillerie. De seperatistische volksrepubliek Loegansk verklaarde dat haar strijdkrachten waren aangevallen met mortieren, granaatwerpers en machinegeweer vuur door Oekraïense troepen.
Op vrijdag 18 februari riep de leider van de separatistische volksrepubliek Donetsk, Denis Poesjilin, de burgerbevolking in dat gebied op om naar Rusland te evacueren. De separatistische buurregio Loegansk kwam met een vergelijkbare verklaring. Volgens Interfax vertrokken de eerste bussen in de loop van de avond. Diezelfde avond ontplofte, volgens Russisch persbureau RIA Novosti, de Droezjba-oliepijpleiding in Loehansk. Minder dan een uur na de eerste explosie werd melding gemaakt van een tweede. In de hoofdstad Donetsk werd volgens Interfax een auto opgeblazen vlak bij een regeringsgebouw. Poesjilin beweerde dat zijn wagen het doelwit was. Oekraïense media meldden een sterke toename van artilleriebeschietingen door de door Rusland geleide militanten in de Donbas, vermoedelijk als pogingen om het Oekraïense leger te provoceren.
Aan het front in Oost-Oekraïne verslechterde de situatie tussen Oekraïne en de separatistische volksrepublieken Loegansk en Donetsk dag na dag. Volgens de Organisatie voor Veiligheid en Samenwerking in Europa (OVSE) werd het staakt-het-vuren op zaterdag 19 februari in Donetsk en Loegansk meer dan 1500 keer geschonden. Diezelfde dag verklaarden de opstandige regio’s Donetsk en Loegansk een algehele mobilisatie te hebben afgekondigd. Uit de regio Donetsk zouden al zo’n 6000 mensen geëvacueerd zijn voor het veronderstelde offensief van het Oekraïense leger.
De FSB meldde in de ochtend van 21 februari dat Oekraïense beschietingen een FSB-grensfaciliteit hadden vernietigd op 150 meter van de Russisch-Oekraïense grens in de oblast Rostov. De warmte-krachtcentrale van Loehansk werd ook beschoten, door wie is onbekend. Oekraïense media verklaarden dat deze als gevolg daarvan moest sluiten. Volgens Poesjilin bereidde Oekraïne een aanval op Donetsk voor, wat door Oekraïne werd tegengesproken. De persdienst van het Russische Zuidelijk Militair District maakte op 21 februari bekend dat Russische troepen in de ochtend een groep van vijf Oekraïense saboteurs in de buurt van het dorp Mityakinskaya in de oblast Rostov hadden gedood, nadat deze de grens van Rusland waren binnengedrongen in twee infanteriegevechtsvoertuigen, de voertuigen werden vernietigd. Volgens RIA Novosti en Interfax zouden zij van plan zijn geweest om aanslagen te plegen. Een andere saboteur zou door de FSB gevangen zijn genomen. Oekraïne ontkende de aanwezigheid van Oekraïense troepen in het gebied. In het dorp Zaitsev werden twee Oekraïense soldaten en een burger gedood tijdens beschietingen.
Verschillende analisten, waaronder die van de onderzoekswebsite Bellingcat, publiceerden bewijs dat veel van de geclaimde aanvallen, explosies en evacuaties in de Donbas door Rusland werden geënsceneerd.

### Erkenning volksrepublieken Donetsk en Loegansk (21-23 februari)
Op 21 januari 2022 kondigde de Communistische Partij van de Russische Federatie in het Russische dagblad Pravda aan dat haar afgevaardigden een niet-bindende resolutie bij de Doema zouden indienen om Poetin te vragen de afgescheiden volksrepubliek Donetsk en de volksrepubliek Loegansk officieel te erkennen. De resolutie werd op 15 februari 2022 door de Doema aangenomen met 351-16 stemmen bij één onthouding; het werd gesteund door Verenigd Rusland, de Communistische Partij van de Russische Federatie, A Just Russia – For Truth- partij en de Liberaal-Democratische Partij van Rusland, maar werd tegengewerkt door de partij New People.
Op 21 februari 2022 hebben de leiders van de zelfverklaarde volksrepublieken Donetsk en Loegansk, respectievelijk Denis Poesjilin en Leonid Pasetsjnik, president Poetin verzocht de onafhankelijkheid van de republieken officieel te erkennen; beide leiders stelden ook voor een verdrag te ondertekenen over vriendschap en samenwerking met Rusland, en ook over militaire samenwerking. Diezelfde dag, ter afsluiting van de buitengewone zitting van de Veiligheidsraad van Rusland, meldde Poetin dat het besluit over de erkenning van de twee Volksrepublieken die dag zou worden genomen.
Het verzoek werd onderschreven door de Russische minister van defensie, Sergej Sjojgoe. De Russische premier Michail Misjoestin zei dat de regering de basis voor een dergelijke stap al 'al vele maanden' had gelegd. Later die dag ondertekende Poetin decreten over de erkenning van de volksrepublieken Donetsk en Loegansk. Bovendien werden verdragen 'over vriendschap, samenwerking en wederzijdse bijstand' tussen Rusland en de zelfverklaarde volksrepublieken ondertekend.
Voorafgaand aan de ondertekeningsceremonie in het Kremlin, werd de toespraak van president Poetin, tot het Russische volk openbaar gemaakt op de Russische staatstelevisie. In zijn toespraak trok Poetin de legitimiteit van de Oekraïense staat in twijfel, herhaalde zijn bewering dat 'Oekraïne nooit een traditie als echte staat heeft gehad' en beschreef het land ten onrechte als gecreëerd door 'Sovjet-Rusland'. Daarnaast beschuldigde de Russische president Oekraïne ervan genocide te plegen op het Russischsprekende deel van haar eigen bevolking. De staat Oekraïne noemde hij 'een bedenksel van Lenin' en het Oosten ervan 'onderdeel van oude Russische grondgebieden'. Verwijzend naar de wettelijk verplichte decommunisatie die in 2015 in Oekraïne was begonnen, zei Poetin: 'Wilt u decommunisatie? Dat past goed bij ons. Maar stop niet halverwege. We zijn klaar om Oekraïne te laten zien wat echte decommunisatie betekent voor Oekraïne.' Een toelating van Oekraïne tot de NAVO was volgens Poetin 'een uitgemaakte zaak', Moskou kon het zich niet veroorloven om de dreiging van een nucleair bewapend Oekraïne te negeren, hij eiste dat 'degenen die de macht in Kiev grepen... onmiddellijk de vijandelijkheden zouden staken', of anders de gevolgen onder ogen moesten zien.
Om een invasie te rechtvaardigen, beschuldigde Poetin de Oekraïense samenleving en de regering ervan te worden gedomineerd door neo-nazisme. Ook haalde hij een antisemitische samenzweringstheorie aan, die Russische christenen, in plaats van joden, als de echte slachtoffers van nazi-Duitsland beschouwt. Ondanks de aanwezigheid van 'extreemrechtse' groepen in Oekraïne waaronder het neonazistische Azovbataljon en de Rechtse Sector, beschreven analisten de retoriek van Poetin als een overdrijving van de invloed van extreemrechtse groepen in Oekraïne; er is geen brede steun voor de ideologie in de regering, het leger of de bevolking. De Oekraïense president Zelensky, die joods is, verklaarde dat zijn grootvader in het Sovjet-leger diende om tegen de nazi's te vechten; drie van zijn familieleden stierven in de Holocaust. Het US Holocaust Memorial Museum en Yad Vashem veroordeelden Poetins misbruik van de Holocaust-geschiedenis.
Het erkenningsbesluit werd prompt veroordeeld door de voorzitter van de Europese Commissie Ursula von der Leyen en de voorzitter van de Europese Raad Charles Michel in identieke verklaringen op Twitter.

### Internationale sancties
Als reactie op de erkenning van de twee afgescheiden republieken begonnen westerse landen sancties tegen Rusland uit te vaardigen. De goedkeuringsprocedure van de belangrijke gaspijpleiding Nord Stream 2 werd door Duitsland gestopt. De maatregel stond los van Europese sancties tegen Rusland die mogelijk later nog zouden volgen. De maatregel werd toegejuicht door onder andere Oekraïne.
De ministers van Buitenlandse Zaken van de EU hebben alle leden van de Russische Doema die vóór de erkenning van de separatistische regio's hebben gestemd, op de zwarte lijst gezet, EU-investeerders verboden om te handelen in Russische staatsobligaties en een stop gezet op de import en export met separatistische entiteiten.
Een lijst van verschillende landen die sancties hebben opgelegd:
- Australië Premier Scott Morrison zei dat het 'meer sancties zou gaan opleggen aan oligarchen, wier economisch gewicht van strategisch belang is voor Moskou en meer dan 300 leden van de Russische Doema, hun parlement',
- Japan – Japan zei dat het zijn sancties tegen Rusland zou versterken door ook financiële instellingen en de export van militair materieel op te nemen.
- Nieuw-Zeeland Nieuw-Zeeland plaatste een verbod op de export van goederen naar het Russische leger en andere gerelateerde veiligheidstroepen.
- Singapore Singapore blokkeerde bepaalde Russische banken en financiële transacties. Ook zou het de export controleren van items die als wapens kunnen worden gebruikt tegen de bevolking van Oekraïne.
- Zuid-Korea De regering van Zuid-Korea heeft besloten de exportcontroles aan te scherpen door de verzending van strategische artikelen te verbieden. Ze zal ook enkele Russische banken blokkeren van het SWIFT-banksysteem.
- Zwitserland – Zwitserland kondigde aan dat het de economische activa van 363 personen, onder wie Poetin, premier Michail Misjoestin en minister van Buitenlandse Zaken Sergej Lavrov met onmiddellijke ingang zou bevriezen.
- Verenigd Koninkrijk Premier Johnson onthulde dat het VK sancties zou toepassen om banken, leden van de naaste kring van Poetin en rijke Russen te raken.
- Verenigde Staten De Amerikaanse regering heeft besloten een geselecteerd aantal Russische banken uit het SWIFT-berichtensysteem te verwijderen.

Als gevolg van westerse sancties daalden op 22 februari de beurskoersen in Moskou en liepen prijzen op het gebied van olie, gas en goud op. De beurs leed op maandag 21 februari bij de opening een verlies van 10 procent, op dinsdag was dit verlies 9 procent. Andere Europese beurzen openden met 2 tot 3 procent verlies. In de loop van de dag liepen de verliezen terug voor de Europese beurzen. De Russische roebel daalde bijna tot een recordniveau, alvorens te herstellen.

### Invasie
Na de erkenning van de volksrepublieken Donetsk en Loegansk op 21 februari 2022, stuurde Poetin extra troepen naar de Donbas in wat Rusland een 'vredesmissie' noemde. Dit gebeurde op verzoek van de twee afvallige volksrepublieken. De troepen waren volgens Poetin 'geïnstrueerd om de vrede te handhaven'. De Russische troepen zouden onder andere de grenzen tussen de twee volksrepublieken en de rest van Oekraïne bewaken, en er waren plannen gemaakt voor het vestigen van Russische militaire bases in de Donbas. Ook zou Rusland de republieken financieel gaan ondersteunen, en was het door het verdrag gerechtigd Donetsk en Loegansk voor 'vredesmissies' militair te ondersteunen. Later op de avond meldde het Russische persbureau Interfax dat twee colonnes met gepantserde voertuigen Donetsk zouden zijn binnengetrokken. Op basis van informatie van Oekraïense overheidsfunctionarissen meldde The Guardian dat de troepen waren gezien in Makijivka, een voorstad van Donetsk. In de nacht van 21 februari maakte een Franse journalist melding van militaire colonnes die op weg zouden zijn naar Donetsk. Later verklaarde een ooggetuige van persbureau Reuters 'ongebruikelijk grote aantallen' militaire voertuigen en tanks door de buitenwijken van Donetsk te hebben zien rijden. Nieuwszender Al Jazeera zei vervolgens meer beelden te hebben van Russische militaire colonnes in het oosten van Oekraïne, nadat ooggetuigen de komst van de voertuigen in dat gebied hadden gemeld. De interventie in de Donbas werd veroordeeld door verschillende leden van de VN-Veiligheidsraad.

Op 22 februari heeft de Federatieraad van Rusland Poetin unaniem toestemming gegeven voor het gebruik van militair geweld buiten Rusland. Als reactie beval Zelensky de dienstplicht van de Oekraïense reservisten, maar verplichtte zich niet tot algemene mobilisatie. De volgende dag riep het parlement van Oekraïne een nationale noodtoestand van 30 dagen uit, die om middernacht van kracht ging, en beval ook de mobilisatie van alle legerreservisten. Ondertussen begon Rusland zijn ambassade in Kiev te evacueren. Ook de Russische vlag werd vanaf de top van het gebouw naar beneden gehaald. De websites van het Oekraïense parlement en de Oekraïense regering werden, samen met websites van banken, getroffen door DDoS-aanvallen, die in het algemeen werden toegeschreven aan door Rusland gesteunde hackers.

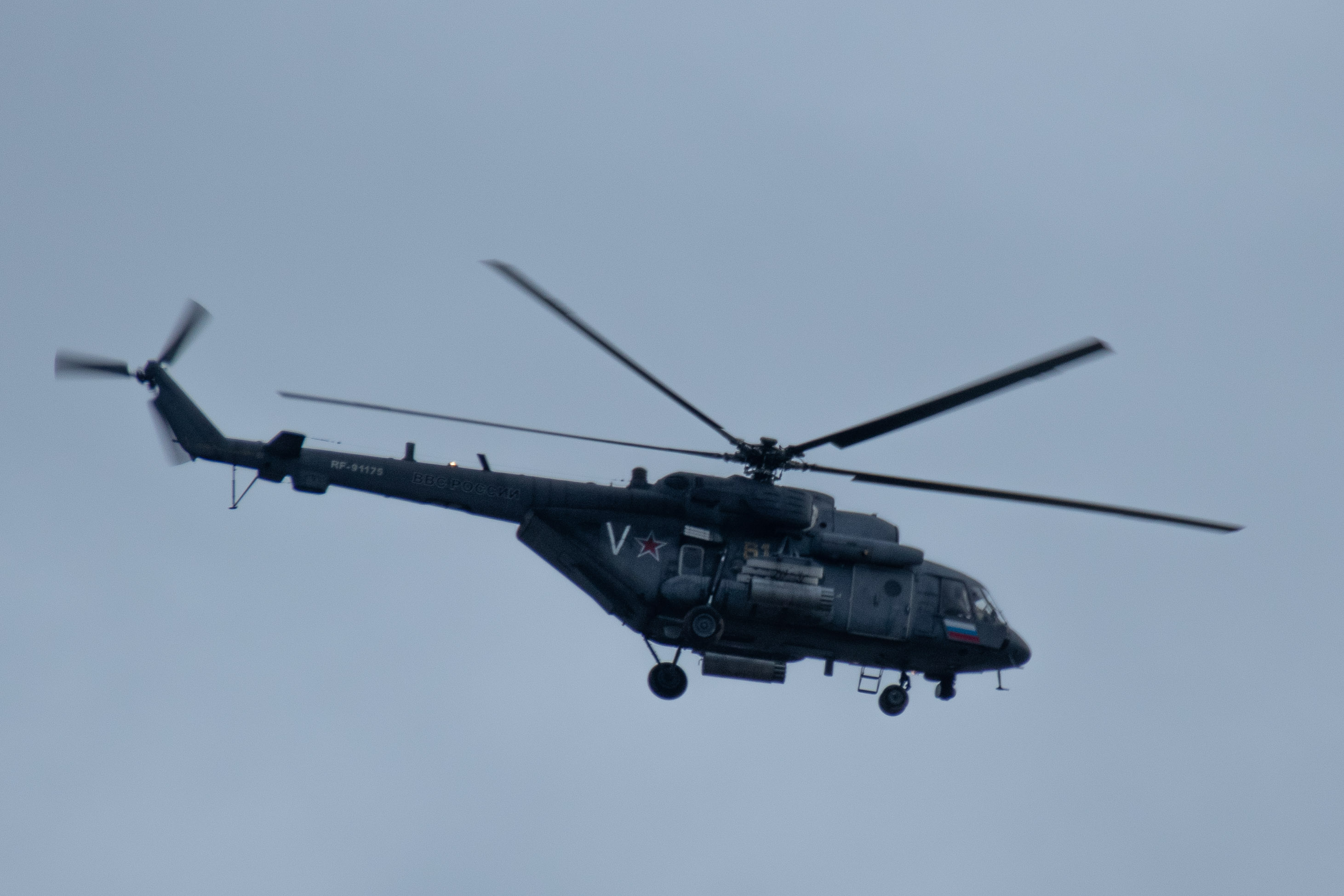
Een Russische militaire helikopter op weg naar het zuiden vanuit Minsk, 23 februari 2022. Let op het 'V'-symbool.

Op 23 februari 2022 werd door de nieuwsmedia een, niet-geïdentificeerde, hoge Amerikaanse defensiefunctionaris geciteerd die zei dat '80 procent' van de Russische troepen die waren opgesteld langs de grens met Oekraïne klaar waren voor de strijd en dat een grondinval elk moment kon beginnen. Op dezelfde dag keurde het Oekraïense parlement het decreet van Zelensky goed, over de invoering van de noodtoestand vanaf 24 februari 2022 om 00:00 uur op het grondgebied van heel Oekraïne, behalve de afvallige regio's Donetsk en Loegansk, voor een periode van 30 dagen. Het Oekraïense ministerie van Buitenlandse Zaken adviseerde Oekraïense burgers om niet naar Rusland te reizen en degenen die in Rusland wonen het land 'onmiddellijk' te verlaten.
In de nacht van 23 februari hield de Oekraïense president, Volodymyr Zelensky, een toespraak in het Russisch waarin hij de burgers van Rusland opriep om een oorlog te voorkomen. Hij weerlegde ook de beweringen van Rusland over de aanwezigheid van neonazi's in de Oekraïense regering en verklaarde dat hij niet van plan was de Donbas-regio aan te vallen.
Kremlin-woordvoerder Dmitri Peskov meldde dat de separatistische leiders in Donetsk en Loegansk Poetin een brief hadden gestuurd, waarin stond dat de Oekraïense beschietingen burgerdoden hadden veroorzaakt en dat ze een beroep deden op militaire steun vanuit Rusland. In reactie daarop verzocht Oekraïne om een dringende vergadering van de VN-Veiligheidsraad, die om 21:30 (UTC−5) bijeenkwam. VN-secretaris-generaal António Guterres opende de bijeenkomst door Poetin te vragen 'vrede een kans te geven'. Een half uur na de spoedvergadering kondigde Poetin aan dat er militaire operaties in Oekraïne van start zouden gaan. Sergiy Kyslytsya, de Oekraïense vertegenwoordiger, riep vervolgens de Russische vertegenwoordiger, Vasily Nebenzya, op om 'al het mogelijke te doen om de oorlog te stoppen' of afstand te doen van zijn positie als 'president van de VN-Veiligheidsraad'; Nebenzya weigerde.
Op 24 februari kondigde de Russische president Vladimir Poetin een 'speciale militaire operatie' aan om Oekraïne te 'demilitariseren en denazificeren'. Vrijwel direct daarna ontploften kruisraketten in Kiev en andere Oekraïense steden en vielen Russische grondtroepen vanuit Rusland, de bezette Oekraïense gebieden en buurland Wit-Rusland Oekraïne binnen. De Oekraïense president Zelensky kondigde in een reactie de staat van beleg en een algehele mobilisatie af. Westerse leiders veroordeelden de invasie in scherpe bewoordingen.

## Diplomatieke onderhandelingen
Tussen 2 en 3 november 2021 had CIA-directeur William Burns een ontmoeting met hoge Russische inlichtingenfunctionarissen in Moskou om aan het Kremlin duidelijk te maken dat Biden zich zorgen maakte over de situatie aan de Russisch-Oekraïense grens. CNN meldde dat Burns na de bijeenkomst in Moskou telefonisch met Zelensky sprak in een poging de Russische en Oekraïense spanningen te verminderen. Tegelijkertijd werd een hoge functionaris van het Amerikaanse ministerie van Buitenlandse Zaken naar Oekraïne gestuurd.
Op 15 november spraken de Duitse minister van Buitenlandse Zaken Heiko Maas en de Franse minister van Buitenlandse Zaken Jean-Yves Le Drian hun bezorgdheid uit in een gezamenlijk overleg over 'Russische troepen-bewegingen en materieel in de buurt van Oekraïne', waarbij beide partijen werden opgeroepen om 'een terughoudende houding' aan te nemen en te handhaven. Tegelijkertijd bevestigde de perssecretaris van het Pentagon, John Kirby, dat de Verenigde Staten 'ongewone militaire activiteit' van Rusland nabij de Russisch-Oekraïense grens bleven observeren. De Amerikaanse minister van Buitenlandse Zaken, Antony Blinken, besprak met Le Drian berichten over 'Russische militaire activiteiten' in het gebied. Op 16 november zei NAVO-secretaris-generaal Stoltenberg tegen verslaggevers dat het belangrijk is dat de NAVO 'de spanningen niet verhoogt, maar we moeten scherp zijn, we moeten realistisch zijn over de uitdagingen waarmee we worden geconfronteerd'. Stoltenberg voegde eraan toe dat de alliantie een 'ongewone concentratie' van Russische troepen registreert, die Rusland misschien zou willen gebruiken 'om agressieve acties tegen Oekraïne uit te voeren'.

Begin november 2021 beoordeelde de Oekraïense inlichtingendienst de informatie over de overdracht van extra Russische troepen naar de Oekraïense grenzen als 'een element van psychologische druk'. Een week later erkende het kabinet van de president van Oekraïne dat Rusland 'specifieke groepen troepen' aan het opbouwen was nabij de grens. De Oekraïense minister van Buitenlandse Zaken, Dmytro Koeleba, drong er bij de Franse en Duitse regeringen op aan om zich voor te bereiden op een mogelijk militair scenario van de acties van Rusland tegen Oekraïne.

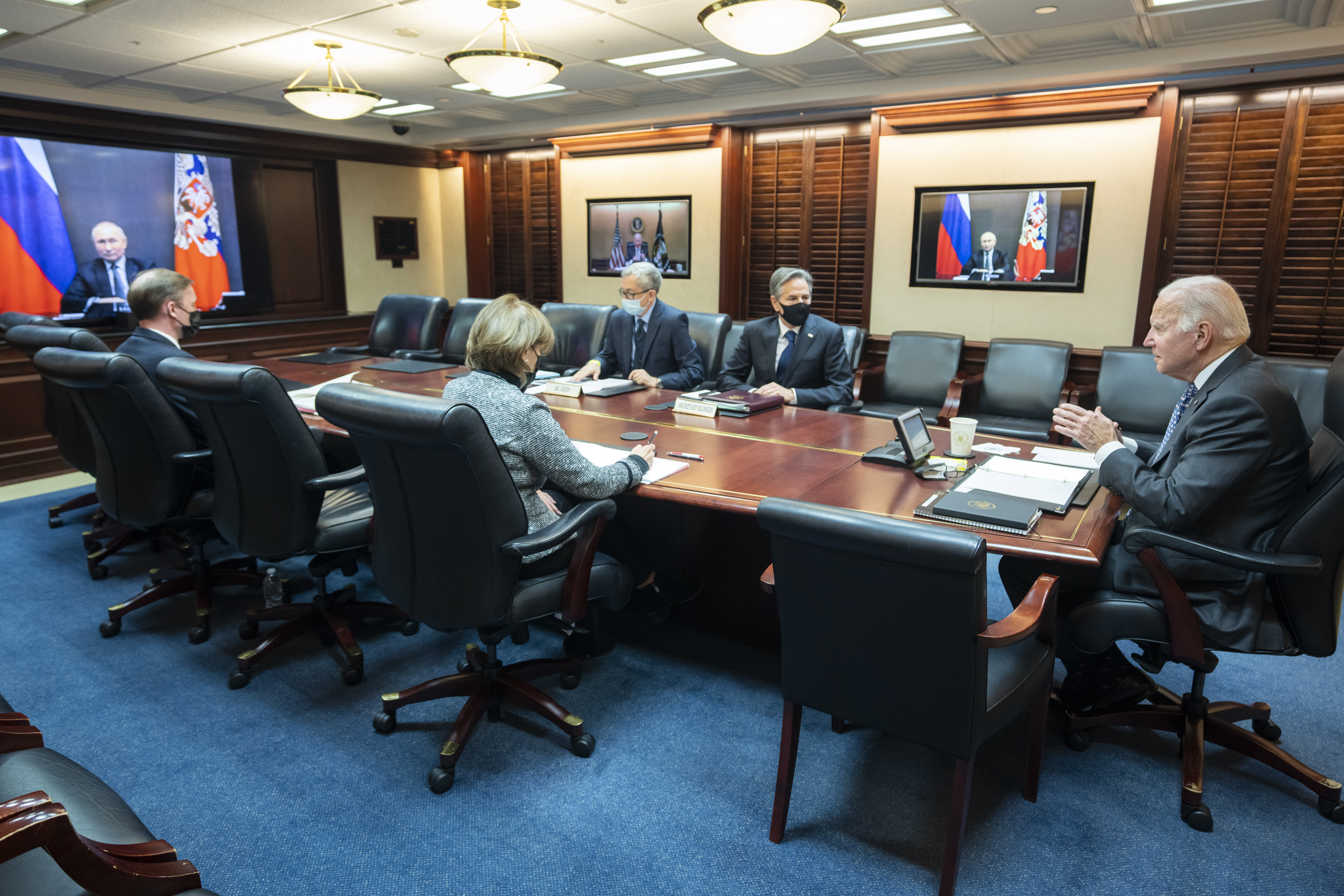
De Amerikaanse president Biden tijdens een videogesprek met de Russische president Poetin op 7 december 2021.

Oekraïne heeft de diplomatieke inspanningen opgevoerd. Op 15 november bespraken Zelensky en het hoofd van de Europese Raad Charles Michel 'de veiligheidssituatie langs de grenzen van Oekraïne'. Op dezelfde dag hield Koeleba gesprekken over dezelfde onderwerpen in Brussel. De nieuwe Oekraïense minister van Defensie, Oleksij Reznikov, ging naar Washington D.C., waar hij op 18 november een ontmoeting had met de Amerikaanse minister van Defensie Lloyd Austin. Op 16 november bracht de Britse minister van Defensie Ben Wallace een bezoek aan Kiev.
Israël onderhield een sterke relatie met zowel Oekraïne als Rusland en trad soms op als gesprekspartner tussen de twee naties. In april 2021 vroeg Zelensky de Israëlische premier, Benjamin Netanyahu, om te bemiddelen in de situatie tussen hem en Poetin. Israël bracht het idee ter sprake bij Rusland, dat het verzoek afwees. Tijdens een ontmoeting in Kiev in oktober met Zelensky, vertelde de Israëlische president Isaac Herzog aan Zelensky dat de nieuwe Israëlische regering onder premier Naftali Bennett bereid was de inspanningen voor Oekraïens-Russische bemiddeling te hervatten. Bennett bracht het idee naar voren tijdens een ontmoeting met Poetin twee weken later in Sotsji, maar Poetin wees het af.

Eind januari besprak de VS opnieuw eventuele sancties met Europese bondgenoten in geval van een Russische invasie. Biden zei dat de sancties 'snel en streng' zouden zijn, inclusief een 'game over'-strategie om Russische banken, obligatiemarkten en de activa van elites dicht bij Poetin aan te vallen. Een dergelijke aanpak werd ook bekritiseerd, en de voorgestelde bezuiniging van Russische banken uit de betalingssystemen Visa, Mastercard en SWIFT werd ingetrokken. De uitdaging voor de VS en de NAVO tegenover Rusland was het creëren van een geloofwaardige afschrikking en een plan voor de-escalatie. Inclusief een vermindering van opruiende retoriek, terugtrekking van Russische troepen uit de Russisch-Oekraïense grens, hernieuwde vredesbesprekingen in de Donbas en een tijdelijke stopzetting van militaire oefeningen aan de Zwarte Zee en de Baltische Zee door de VS, de NAVO en Rusland.

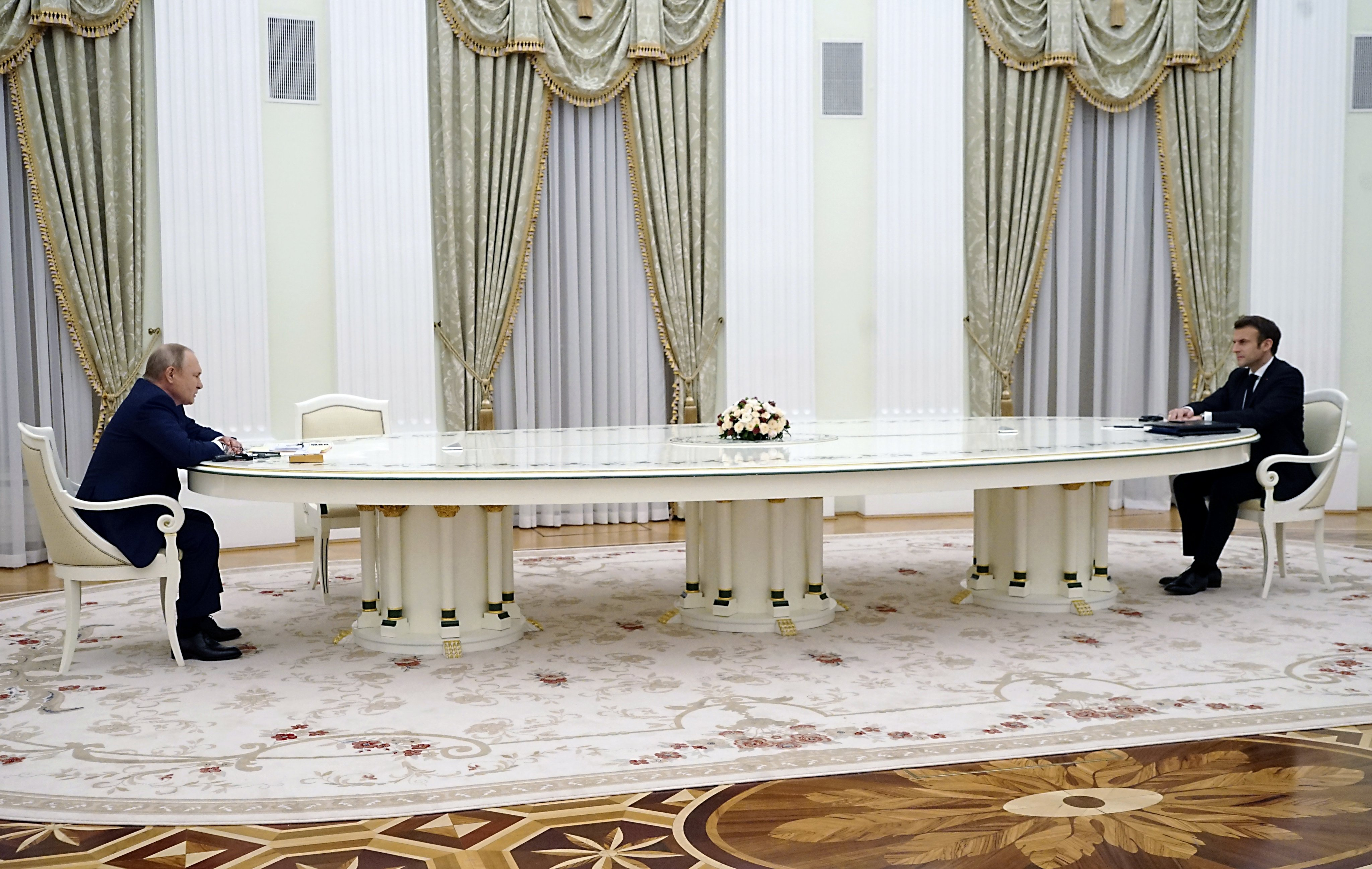
De Russische president Poetin en de Franse president Macron in het Kremlin tijdens een ontmoeting op 7 februari 2022.

Op 26 januari 2022 was er in Parijs een Normandië-Overleggroep bijeenkomst gepland tussen Russische, Oekraïense, Duitse en Franse hoge functionarissen met een vervolgtelefoongesprek tussen de Franse president, Emmanuel Macron, en president Poetin op 28 januari. Oekraïne voldeed aan de Russische voorwaarde voor een bijeenkomst in Parijs en besloot een controversieel wetsontwerp van het Oekraïense parlement over de re-integratie van de Krim en Donbas in te trekken, omdat men van mening was dat de wet in strijd was met de vredesakkoorden van Minsk.
Op 7 februari 2022 ontmoetten Macron en Poetin elkaar in Moskou, met gemengde resultaten. Macron zei dat Poetin hem had verteld dat Rusland de crisis niet verder zou laten escaleren. Hij waarschuwde de westerse landen daarbij 'dat als Oekraïne zich bij de NAVO zou aansluiten en besloot om de Krim met militaire middelen terug te nemen, Europese landen automatisch in een militair conflict met Rusland zouden verkeren'. Poetin beloofde Macron geen nieuwe militaire initiatieven in de buurt van Oekraïne uit te voeren.
Op 20 februari 2022 belde de Macron opnieuw met Poetin om de situatie aan de Russisch-Oekraïense grens te bespreken in de hoop op een diplomatieke oplossing.

### Gesprekken tussen de NAVO en Rusland
Op 7 december 2021 spraken president Joe Biden en president Vladimir Poetin via een videoconferentie. Een van de besproken onderwerpen was Oekraïne, waarbij de Russische zijde een verklaring aflegde waarin stond dat Poetin 'het feit benadrukte dat het de NAVO was die gevaarlijke pogingen ondernam om Oekraïens grondgebied te ontwikkelen en haar potentieel langs de Russische grenzen te vergroten'. Hij eiste 'betrouwbare, wettelijke garanties' die zouden verhinderen dat de NAVO haar grondgebied in de richting van Rusland zou uitbreiden of haar aanvalswapensystemen zou inzetten in landen die grenzen aan Rusland.
Op 15 december 2021 overhandigde Rusland formeel zijn twee ontwerpverdragen over veiligheidsgaranties aan de VS, waarbij zowel de VS als de NAVO zich onder meer zouden verbinden 
- geen troepen in te zetten in voormalige Sovjetlanden die geen NAVO-lid waren,
- het uitsluiten van verdere uitbreiding van het bondgenootschap naar het oosten,
- zich ertoe te verbinden geen strijdkrachten in andere landen in te zetten dan die welke op 27 mei 1997 waren ingezet
- en zich te onthouden van het uitvoeren van enige militaire activiteit in Oekraïne en in andere staten in Oost-Europa, de Zuid-Kaukasus en Centraal-Azië.

Biden en Poetin voerden op 30 december 2021 een telefoongesprek van 50 minuten. In een naderhand vrijgegeven verklaring van het Witte Huis drong Biden er bij Poetin op aan 'de spanningen met Oekraïne te de-escaleren'. Volgens de assistent van Poetin zei Biden tegen Poetin dat de VS niet van plan waren om offensieve wapens in Oekraïne in te zetten. Biden waarschuwde ook dat als Rusland de agressie tegen Oekraïne zou voortzetten, dit zou leiden tot 'ernstige kosten en gevolgen', zoals het opleggen van aanvullende economische sancties door de VS aan Rusland, het vergroten van de Amerikaanse militaire aanwezigheid in de oostelijke NAVO-landen en meer hulp aan Oekraïne. Volgens de assistent van Poetin reageerde Poetin door te zeggen dat het 'een totale verbreking van de betrekkingen zou veroorzaken' tussen Rusland en de VS en het Westen in het algemeen.

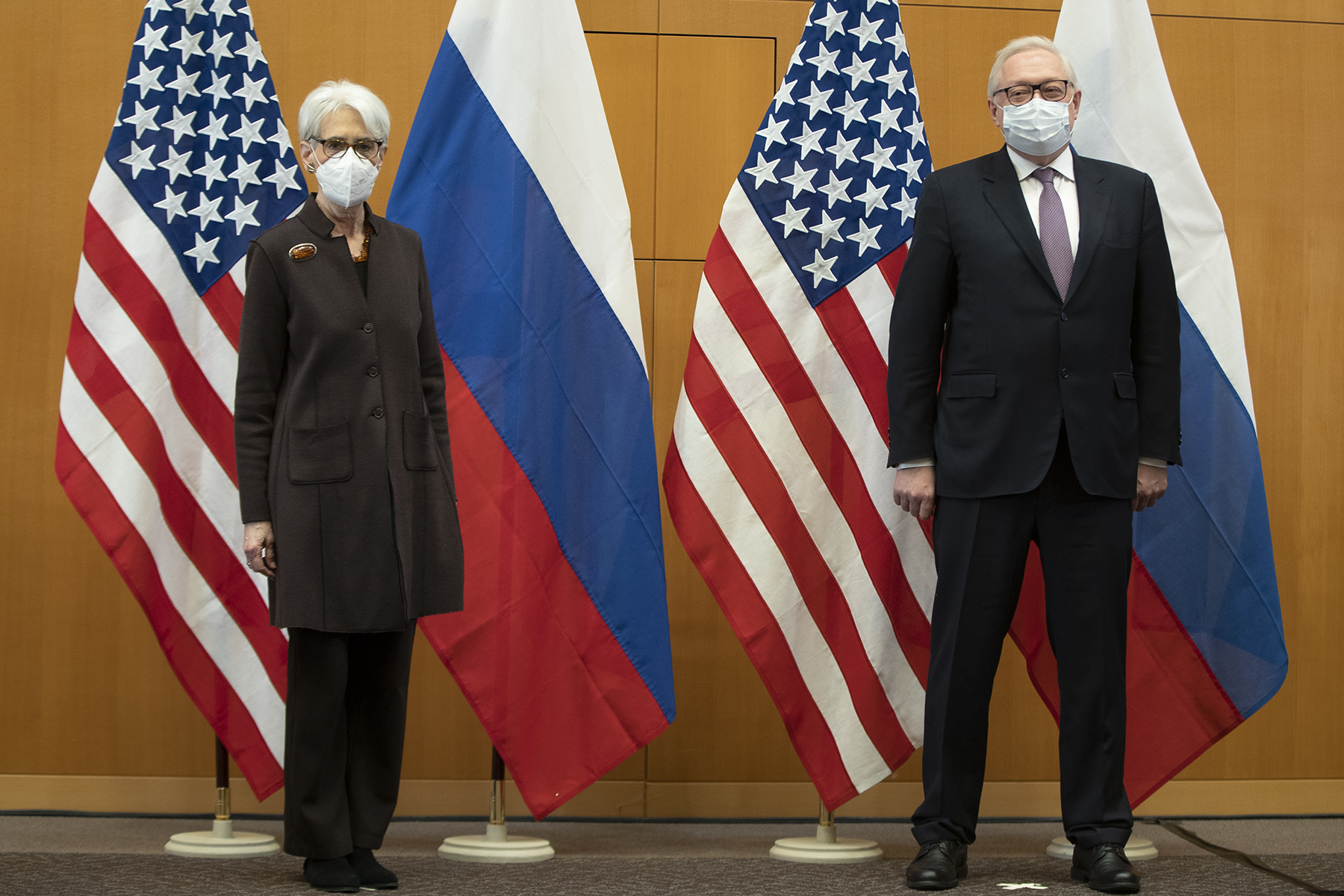
De Amerikaanse onderminister van Buitenlandse Zaken Wendy Sherman ontmoette op 10 januari 2022 de Russische vicce-minister van Buitenlandse Zaken Sergej Rjabkov in Genève.

De volgende dag ging de Russische minister van Buitenlandse Zaken, Sergej Lavrov, in op de vraag welke antwoord Rusland verwachtte op zijn voorstellen voor 'veiligheidsgaranties'  door te zeggen: 'we zullen niet toestaan dat iemand onze initiatieven voortsleept in eindeloze discussies. Als er geen constructieve reactie volgt binnen een redelijke termijn en het Westen zijn agressieve koers voortzet, zal Rusland worden gedwongen om alle noodzakelijke maatregelen te nemen om een strategisch evenwicht te verzekeren en onaanvaardbare bedreigingen voor onze veiligheid weg te nemen'.
Op 10 januari 2022 hielden de VS en Rusland bilaterale besprekingen in Genève, waarvan het doel door beide partijen werd omschreven als 'het bespreken van de bezorgdheid over hun respectieve militaire activiteiten en het aanpakken van de toenemende spanningen over Oekraïne'. De gesprekken werden geleid door de Russische onderminister van Buitenlandse Zaken Sergej Rjabkov en de Amerikaanse onderminister van Buitenlandse Zaken Wendy Sherman.
De bijeenkomst van Genève werd gevolgd door een bijeenkomst van de NAVO-Rusland Raad in Brussel op 12 januari, waarbij delegaties uit alle dertig NAVO-landen en één uit Rusland betrokken waren om (volgens de officiële verklaring van de NAVO) 'de situatie in en rond Oekraïne, en de gevolgen voor de Europese veiligheid' te bespreken. In de verklaring van het Russische ministerie van Defensie na de bijeenkomst stond dat Rusland 'beoordelingen heeft gegeven van de huidige staat op het gebied van Euro-veiligheid, en ook uitleg heeft gegeven over de militaire aspecten van de Russische ontwerpovereenkomst over veiligheidsgaranties'. De bespreking werd door Rusland bestempeld als niet succesvol. Na de bijeenkomst zei NAVO-secretaris-generaal Jens Stoltenberg dat, met betrekking tot de mogelijke toetreding van Oekraïne tot de NAVO, alle NAVO-Bondgenoten 'verenigd waren op het kernprincipe dat elke natie het recht heeft om zijn eigen weg te kiezen' en 'Rusland geen veto heeft over de vraag of Oekraïne lid kan worden van de NAVO. Uiteindelijk zijn het de NAVO-bondgenoten en Oekraïne die beslissen over het lidmaatschap'.

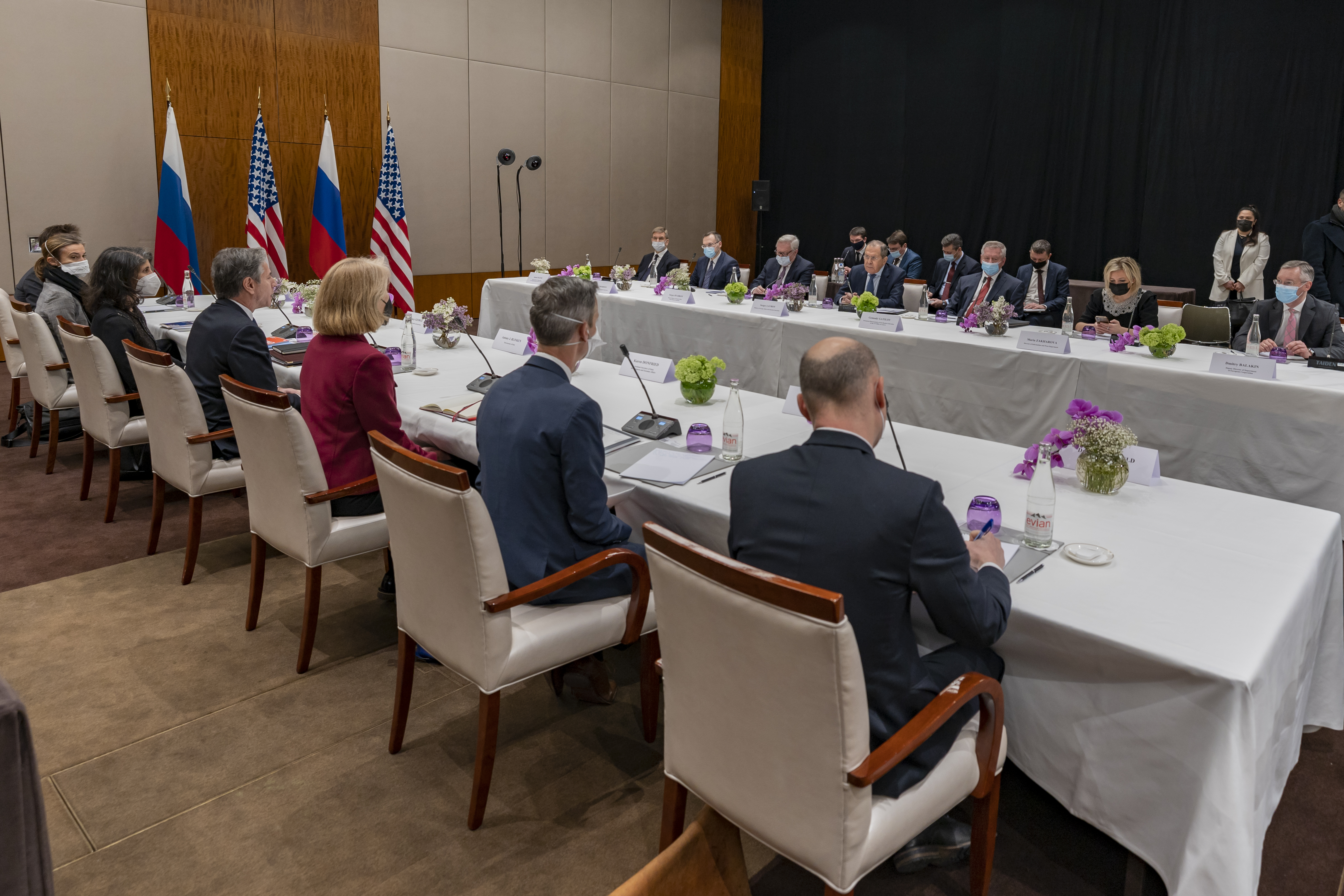
Minister Blinken ontmoet de Russische minister van Buitenlandse Zaken Lavrov in Genève op 21 januari 2022.

Op 21 januari 2022 ontmoetten Lavrov en Blinken elkaar in Genève. Blinken merkte achteraf op dat de bijeenkomst 'geen onderhandeling was, maar een openhartige uitwisseling van zorgen en ideeën'. Na de ontmoeting zei Blinken dat de VS Rusland duidelijk hadden gemaakt dat hun hernieuwde invasie 'een snelle, ernstige en eensgezinde reactie zou krijgen van de Verenigde Staten en onze partners en bondgenoten'.
De VS hebben op 26 januari 2022 een formeel schriftelijk antwoord gegeven op de veiligheidseisen van Rusland. Het antwoord verwierp de eis van Moskou dat de NAVO afstand zou doen van haar belofte dat Oekraïne zou kunnen toetreden tot de NAVO. In een commentaar op de inhoud van de Amerikaanse reactie zei Blinken dat het document 'bezorgdheid van de Verenigde Staten en onze bondgenoten en partners bevat over de acties van Rusland die de veiligheid ondermijnen, een principiële en pragmatische evaluatie van de zorgen die Rusland heeft geuit, en onze eigen voorstellen voor gebieden waar we een gemeenschappelijke basis kunnen vinden'.
Op 1 februari 2022 zei Poetin dat de VS er niet in was geslaagd tegemoet te komen aan de 'drie belangrijkste eisen' van Moskou, namelijk 
1. het niet-uitbreiden van de NAVO,
2. de weigering om offensieve wapensystemen niet bij de Russische grenzen in te zetten en
3. de militaire infrastructuur van de NAVO terug te brengen naar de status quo van 1997.

Op 17 februari, toen het risico van een Russische invasie van Oekraïne door de VS en de NAVO als zeer hoog werd ingeschat, ontving de Amerikaanse ambassadeur in Moskou een brief waarin Rusland Amerika beschuldigde van het negeren van Ruslands belangrijkste veiligheidseisen.

### Veiligheidsraad van de Verenigde Naties
Op 31 januari 2022 werd een vergadering van de VN-Veiligheidsraad bijeengeroepen om de aanhoudende crisis te bespreken. Rusland probeerde de vergadering te blokkeren, maar het verzoek werd verworpen met tien stemmen om de vergadering door te laten gaan, twee tegen en drie onthoudingen. Tijdens het debat wisselden de VS en Rusland onderling beschuldigingen uit. De Amerikaanse ambassadeur bij de VN, Linda Thomas-Greenfield, beschuldigde Rusland van 'agressief gedrag' en een 'duidelijke bedreiging voor de internationale vrede en veiligheid'. Ze zei dat Rusland verantwoordelijk was voor de 'grootste militaire mobilisatie sinds decennia in Europa' en beschuldigde Rusland ervan 'Oekraïne en andere westerse landen af te schilderen als de agressors als reden voor een invasie'.
De Russische ambassadeur bij de VN, Vasily Nebenzya, beschuldigde het Westen van 'hysterie' en 'het opdrijven van de spanningen' over Oekraïne. Hij beschuldigde de VS van 'het aanwakkeren van het conflict' en de bijeenkomst van de VN-Veiligheidsraad was 'een poging om een wig te drijven tussen Rusland en Oekraïne'. Volgens hem hield Oekraïne zich niet aan de Minsk-protocollen van 2014 en 2015 om het conflict met de separatisten te beëindigen, en westerse landen 'pompten Oekraïne vol met wapens' in strijd met de Minsk-protocollen. Nebenzya voegde eraan toe dat de schending van de Minsk-protocollen door Oekraïne op de 'slechtste manier' zou kunnen eindigen.
De Oekraïense permanente vertegenwoordiger bij de VN, Sergiy Kyslytsya, zei dat Rusland 112.000 troepen had ingezet in de buurt van de Oekraïense grenzen en op de Krim, en 18.000 op zee voor de kust van Oekraïne. De permanente vertegenwoordiger van China, Zhang Jun, zei dat de bijeenkomst contraproductief was en dat er 'stille diplomatie', en geen 'megafoondiplomatie' nodig was. Tijdens de vergadering werd er geen resolutie overeengekomen.
Later werd de interventie van 21 februari in Donbas breed veroordeeld door de VN-Veiligheidsraad en kreeg geen enkele steun. De Keniaanse ambassadeur, Martin Kimani, vergeleek de stap van Poetin met kolonialisme en zei: 'We moeten ons herstel van de sintels van dode rijken voltooien op een manier die ons niet terugstort in nieuwe vormen van overheersing en onderdrukking'.
Een andere vergadering van de VN-Veiligheidsraad vond plaats op 23 en 24 februari 2022. Rusland viel Oekraïne binnen tijdens deze spoedvergadering van de VN-Veiligheidsraad bedoeld om de crisis te bezweren. Secretaris-generaal António Guterres had gezegd: 'Geef vrede een kans'. Rusland viel binnen terwijl het in februari 2022 het voorzitterschap van de VN-Veiligheidsraad bekleedde, en heeft als een van de vijf permanente leden vetorecht.

### Internationale verdragen en onderhandelingsstructuren
Op 15 december 2021 stelde Rusland 'ontwerpverdragen' voor, waarin werd verwezen naar meerdere internationale overeenkomsten, waaronder het Handvest inzake Europese Veiligheid en de NAVO-Rusland Raad (NRC). In de reacties van de NAVO en de VS in januari 2022 werd verwezen naar NRC, het Verdrag inzake conventionele strijdkrachten in Europa (CFE), de Strategische Stabiliteitsdialoog tussen de Verenigde Staten en Rusland (SSD), de Slotakte van Helsinki, de Organisatie voor Veiligheid en Samenwerking in Europa (OVSE), het Normandië-formaat en andere verdragen en fora.
| Naam                                                                         | Deelnemende partijen                                     | Eerste ondertekening of datum van opstelling | Legaliteit   |
| ---------------------------------------------------------------------------- | -------------------------------------------------------- | -------------------------------------------- | ------------ |
| Memorandum van Boedapest (1994)                                              | Oekraïne, Rusland, Verenigde Staten, Verenigd Koninkrijk | 1994                                         | Niet bindend |
| Handvest inzake de Europese veiligheid                                       | OVSE-leden                                               | 1999                                         | Niet bindend |
| NAVO-Rusland Raad (NRC)                                                      | NAVO, Rusland                                            | 2002                                         | Informeel    |
| Normandië overleggroep                                                       | Frankrijk, Duitsland, Rusland, Oekraïne                  | 2014                                         | Informeel    |
| Trilaterale Contact Groep inzake Oekraïne                                    | Oekraïne, Rusland, OVSE                                  | 2014                                         | Informeel    |
| Strategische Stabiliteitsdialoog tussen de Verenigde Staten en Rusland (SSD) | VS, Rusland                                              | 2021                                         | Informeel    |

Op 4 maart 2022 antwoordde Rusland aan Noorwegen dat het niet aanwezig kon zijn bij de Cold Response van Noorwegen, een tweejaarlijkse NAVO-oefening waarbij 30.000 troepen uit 27 landen betrokken zijn.

## Internationale reacties

### Oekraïne, Rusland en Wit-Rusland

#### Oekraïne
In een interview met de Franse krant Libération in april 2021 zei de Oekraïense minister van Buitenlandse Zaken, Dmytro Koeleba, dat de opbouw van Russische troepen aan de noordoostgrens met Oekraïne, in het oostelijke oorlogsgebied van Oekraïne en op de Krim, en de verslechtering van de situatie in Oost-Oekraïne, sinds de aanval op Oekraïense zeelieden in de Straat van Kertsj in november 2018, nooit erger was geweest, maar dat de huidige dreiging vanuit Rusland gevaarlijker was.
In november 2021 zei Kirilo Boedanov, het hoofd van de militaire inlichtingendienst van Oekraïne, dat Rusland zich klaarmaakte voor een aanval op Oekraïne tegen eind januari of begin februari 2022. Op 25 januari 2022 zei minister van Defensie, Oleksij Reznikov, dat hij geen onmiddellijke dreiging zag van een grootschalige Russische invasie van Oekraïne. Hij hield vol dat de dreiging in acht jaar niet significant was toegenomen, aangezien 'het Russische leger geen aanvalsgroep had gevormd die een invasie zou kunnen uitvoeren'.
Op 28 januari 2022 riep Zelensky, het Westen op om geen 'paniek' in zijn land te creëren over een mogelijke Russische invasie, eraan toevoegend dat constante waarschuwingen voor een onmiddellijke dreiging van een invasie de economie van Oekraïne in gevaar brachten. Zelensky zei dat 'we geen grotere escalatie zien' dan begin 2021, toen de Russische militaire opbouw begon. Op 2 februari zei het Amerikaanse Witte Huis dat het een mogelijke invasie niet langer als 'dreigend' zou omschrijven.
Op 12 februari 2022 reageerde Zelensky op de waarschuwingen van het Witte Huis over de onmiddellijke dreiging van de Russische invasie 'de beste vriend van onze vijanden is paniek in ons land. En al deze informatie veroorzaakt alleen maar paniek en helpt ons niet'. Davyd Arachamija, het hoofd van de fractie van Zelensky's partij, Dienaar van het Volk, in de Verchovna Rada, zei dat de constante waarschuwingen voor een mogelijke op handen zijnde Russische invasie van Oekraïne 'het land elke maand 2 tot 3 miljard dollar kost'.
Op 19 februari 2022 bekritiseerde Zelensky tijdens de Veiligheidsconferentie van München 2022 het 'verzoeningsbeleid' jegens Rusland en riep de westerse landen op om te helpen. Ook zei hij dat zijn land zichzelf desnoods in zijn eentje zou verdedigen. Zelensky riep daarnaast de NAVO op meer duidelijkheid te verschaffen omtrent de toetreding van Oekraïne tot dat verbond. Volgens de NAVO was het Oekraïense lidmaatschap op dat moment niet aan de orde. Zelensky stelde aan Poetin een ontmoeting voor. Beschuldigingen dat Oekraïne in Loehansk en Donetsk zou willen optreden wees hij van de hand als 'cynische leugens'. Oekraïne zou niet reageren op de provocaties van de door Rusland geleide militanten in de Donbas, na de escalatie en de dood van twee Oekraïense soldaten. Op 22 februari 2022 zei Zelensky dat hij de mogelijkheid zou overwegen om de diplomatieke betrekkingen van Oekraïne met Rusland te verbreken.

#### Rusland

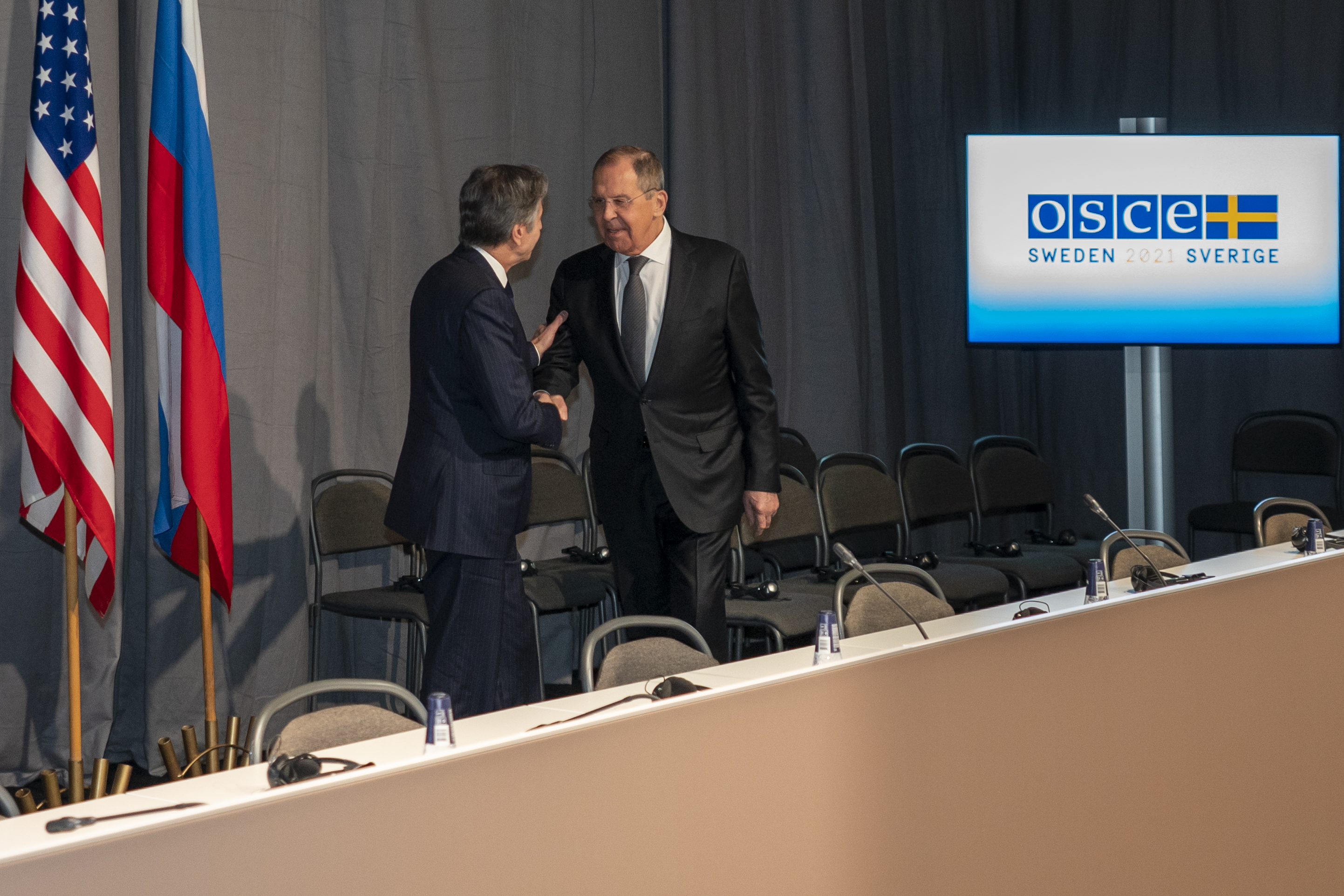
De Russische minister van Buitenlandse Zaken Sergej Lavrov en de Amerikaanse minister van Buitenlandse Zaken Antony Blinken op 2 december 2021.

Ondanks de Russische militaire opbouw ontkenden Russische functionarissen maandenlang herhaaldelijk dat Rusland plannen had om Oekraïne binnen te vallen. Medio november 2021 zei Poetin dat het 'alarmerend' was om te bedenken dat Rusland van plan was Oekraïne binnen te vallen. Hij eiste echter dat Oekraïne, Georgië, Zweden en Finland nooit lid zouden worden van de NAVO. De NAVO moest alle troepen en wapens terugtrekken uit Oekraïne, en uit alle landen die na 1997 lid zijn geworden van de NAVO. Dat zijn onder meer Polen, Estland, Litouwen, Letland en de Balkanlanden.
Op 27 november sprak de directeur van de Russische Buitenlandse Inlichtingendienst, Sergei Narysjkin, over de 'vermeende' plannen om Oekraïne binnen te vallen door te stellen: 'Ik moet iedereen geruststellen. Zoiets gaat niet gebeuren', en beschuldigde 'de kwaadaardige propaganda door het Amerikaanse ministerie van Buitenlandse Zaken' voor de situatie. Op 28 november verklaarde Kremlin-woordvoerder, Dmitri Peskov: 'Rusland nooit heeft gebroed, en niet aan het broeden is, en nooit een plan zal uitbroeden om iemand aan te vallen... Rusland is een vreedzaam land'. Op 30 november verklaarde Poetin dat een uitbreiding van de NAVO-aanwezigheid in Oekraïne, met name de inzet van langeafstandsraketten die Russische steden of raketafweersystemen vergelijkbaar met die in Roemenië en Polen kunnen raken, een 'rode lijn' zou zijn voor Rusland.
Op 19 januari 2022 zei de Russische onderminister van Buitenlandse Zaken Sergej Rjabkov dat Rusland 'geen enkele agressieve actie wil en zal ondernemen. We zullen Oekraïne niet aanvallen, bombarderen, binnenvallen, of wat dan ook'. Eind januari 2022 waarschuwde vicevoorzitter van de Federatieraad, Nikolaj Zjoeravlev, dat Europa geen aardgas, aardolie en metalen meer uit Rusland zou ontvangen in het geval dat Rusland zou worden losgekoppeld van het internationale betalingssysteem SWIFT, bovendien zou een dergelijke stap niet haalbaar zijn aangezien het de toestemming zou vereisen van alle landen die aan dit systeem deelnemen.
Ook eind januari 2022 zei secretaris van de Russische Veiligheidsraad, Nikolaj Patroesjev, dat 'het idee dat Rusland Oekraïne bedreigt absoluut belachelijk was' en voegde eraan toe: 'We willen geen oorlog. Dat hebben we helemaal niet nodig.' De Russische vice-minister van Buitenlandse Zaken, Aleksandr Groesjko, veroordeelde de inzet van NAVO-troepen, oorlogsschepen en straaljagers in Oost-Europa en zei dat de militaire alliantie 'Rusland demoniseerde' om 'de militaire activiteit op NAVO's oostelijke flank'. Rusland beschuldigde Oekraïne van het niet uitvoeren van de akkoorden van Minsk die in 2015 werden bereikt om vrede te stichten in de Donbas.
Op 7 februari 2022 zei Poetin tijdens een gezamenlijke persconferentie met de Franse president Emmanuel Macron: 'Een aantal van (Macron's) ideeën, voorstellen ... zijn een mogelijke basis voor verdere stappen. We zullen er alles aan doen om compromissen te vinden die voor iedereen geschikt zijn.' Op 12 februari 2022 beschuldigde de Russische minister van Buitenlandse Zaken, Sergej Lavrov, de VS en hun bondgenoten van het voeren van een 'propagandacampagne' over een Russische invasie van Oekraïne. Hij beschreef de westerse 'eis om Russische troepen van Russisch grondgebied te verwijderen' als 'betreurenswaardig'.
Op 20 februari zei de Russische ambassadeur in de VS, Anatoli Antonov, dat de Russische troepen 'niemand bedreigen... Er is geen invasie. Dergelijke plannen zijn er niet'.

#### Wit-Rusland
De president van Wit-Rusland en voorzitter van de Opperste Staatsraad van de Uniestaat, Alexandr Loekasjenko, zei op 21 januari 2022 dat de Uniestaat 'geen oorlog wilde', maar al degenen die Rusland en Wit-Rusland zouden bedreigen zouden zich in moeilijkheden bevinden. Hij verklaarde ook dat hij 'een heel contingent van het Wit-Russische leger' naar de grens met Oekraïne zou sturen, omdat 'Oekraïners naar verluidt daar troepen begonnen te trekken'. Op 18 januari 2022 publiceerde het Digital Forensic Research Lab van de expertgroep Atlantic Council een overzicht van de aankomst van Russische troepen in de Republiek Wit-Rusland. In het bijzonder ging het over het lossen van Russische BM-27 Uragan raketwerpers op het Rechytsa-station in de oblast Homel ten noorden van Kiev. Op 17 februari antwoordde Loekasjenko, toen hij door een journalist werd gevraagd of Wit-Rusland klaar was om militaire hulp aan Rusland te bieden, mocht Rusland besluiten de zelfverklaarde volksrepubliek Donetsk en de volksrepubliek Loegansk te helpen: 'We zullen Rusland alle steun verlenen, zowel militaire en, indien nodig, economische steun. We zullen het laatste stuk brood met hen en met de mensen die lijden in de Donbas delen. Als het Tsjernihiv is, zullen we de inwoners van Tsjernihiv helpen. Dit is onze standvastige positie.'

### Internationale verbonden
- EU – Op 24 januari 2022 heeft de Europese Commissie vanwege het conflict € 1,2 miljard financiële steun aan Oekraïne voorgesteld in de vorm van subsidies en leningen. De Europese Unie onderhandelt over mogelijke leveringen van vloeibaar aardgas (LNG) met de VS, Qatar en Azerbeidzjan voor het geval Rusland de gasexport naar Europa stopzet.
- NAVO – De NAVO had Rusland herhaaldelijk opgeroepen de soevereiniteit en territoriale integriteit van Oekraïne te respecteren en veroordeelde de annexatie van de Krim door Rusland in 2014 en de steun aan separatisten in het oosten van Donbas, en riep op tot een oplossing van het Donbas-conflict via de Minsk-akkoorden. In december 2021, toen Rusland zijn militaire opbouw in en rond Oekraïne voortzette, ontmoette de Parlementaire Vergadering van de NAVO de Oekraïense leiders om de steun van het bondgenootschap aan Oekraïne opnieuw te bevestigen, de NAVO-leden op te roepen de levering van defensieve wapensystemen aan Oekraïne te verbeteren en de Russische desinformatie. De NAVO en de VS hebben het 'open deur'-beleid van de NAVO opnieuw bevestigd, waarbij ze volhouden dat landen vrij moeten kiezen of ze lid willen worden van de NAVO of niet. NAVO-secretaris-generaal Jens Stoltenberg zei op 13 januari 2022: 'Niemand anders heeft het recht om te proberen een veto uit te spreken of zich in dat proces te mengen. En dit gaat over fundamentele principes voor de Europese veiligheid. Het gaat over het recht voor elke natie om zijn eigen weg te kiezen.' In een interview bevestigde Stoltenberg nogmaals de 'tweesporen'-benadering van de NAVO ten aanzien van Rusland, door te zeggen: 'We zijn klaar om een dialoog met Rusland aan te gaan, maar we zullen nooit concessies doen aan de kernprincipes voor de Europese veiligheid....Rusland heeft de keuze om ofwel de dialoog aangaan met de NAVO en westerse bondgenoten, ofwel voor de confrontatie kiezen. We moeten een helder oog hebben voor het vooruitzicht dat Rusland – opnieuw – militair geweld zal gebruiken tegen Oekraïne. We zullen Oekraïne steunen om hen in staat te stellen hun vermogen om zichzelf verdedigen.' Op 24 januari 2022 zei Jens Stoltenberg, die nota nam van de aankondigingen van een aantal NAVO-landen met betrekking tot lopende of komende uitzendingen: 'Ik verwelkom de Bondgenoten die extra troepen aan de NAVO leveren. De NAVO zal alle nodige maatregelen blijven nemen om alle Bondgenoten te beschermen en te verdedigen, inclusief door het oostelijke deel van het Bondgenootschap te versterken'. Een van de 'veiligheidseisen' van de Russische regering die in december 2021 aan de VS en de NAVO zijn doorgestuurd, was dat de NAVO niet verder uit zou breiden naar het oosten en met name Georgië en Oekraïne nooit toe zal laten tot het verbond. Op zondag 20 februari 2022 achtte secretaris-generaal van de NAVO Jens Stoltenberg de kans dat Rusland Oekraïne zou aanvallen 'zeer, zeer groot'. Volgens hem wees alles erop dat een militair offensief ophanden was. Zo zouden de Russische troepen zich niet aan het terugtrekken zijn, zoals op 15 februari 2022 naar buiten kwam, maar zouden er juist meer bij komen. Rusland zou ook een voorwendsel zoeken om Oekraïne binnen te vallen.[237]
- VN – Op 21 februari 2022 kwalificeerde de secretaris-generaal van de Verenigde Naties, António Guterres, het besluit van de Russische Federatie 'met betrekking tot de status van bepaalde regio's van Oekraïne' als 'een schending van de territoriale integriteit en soevereiniteit van Oekraïne en in strijd met de beginselen van het Handvest van de Verenigde Naties'.
- Internationaal energieagentschap – IEA-directeur Fatih Birol zei dat het conflict tussen Rusland en Oekraïne 'grote gevolgen zou hebben' voor de aardgasprijzen, 'als het niet tot onrust zou leiden'.

### Internationale gemeenschap
- Albanië en Kosovo Kolonel van de Albanese strijdkrachten Ardian Lulaj en Kosovaars hoofd van Strategische communicatie, kolonel Sefer Isufi, verklaarden beiden begin december 2021 dat hun respectieve landen bereid zouden zijn Albanese strijdkrachten en Kosovo-veiligheidstroepen in te zetten voor een vermeende toekomstige missie in Oekraïne, mocht de VS besluiten om een dergelijk streven te leiden.
- Argentinië De Argentijnse president Alberto Ángel Fernández kondigde aan dat hij tegen militair geweld is, in de overtuiging dat de crisis 'diplomatiek' kon worden opgelost, en sprak zijn bezorgdheid uit over de situatie in Oekraïne. Fernández zei: 'We drukken onze bezorgdheid uit over de ontwikkeling van de crisis in Oekraïne en hopen dat beide partijen instemmen met een diplomatieke oplossing in overeenstemming met de beginselen van het Handvest van de Verenigde Naties en het internationaal recht, een vreedzame regeling van geschillen, de afwijzing van het gebruik van geweld en volledige eerbiediging van de mensenrechten.'
- Armenië Armenië riep Rusland en Oekraïne op om alle problemen op te lossen door middel van diplomatieke dialoog, onderhandelingen, in overeenstemming met de normen en principes van het internationaal recht en het Handvest van de Verenigde Naties.
- Australië Op 24 januari heeft de Australische minister van Buitenlandse Zaken Marise Payne Oekraïne hulp aangeboden bij de bestrijding van Russische cyberaanvallen. Ze riep Rusland ook op om de spanningen te 'de-escaleren' en drong er bij Australiërs die in Oekraïne wonen op aan te evacueren. Soortgelijke gevoelens werden geuit door minister van Financiën Simon Birmingham, die waarschuwde dat Australië financiële sancties tegen Rusland zou opleggen in geval van vijandelijkheden.
- België Op 24 januari 2022 zei de Chef Defensie (België) Michel Hofman dat de Belgische strijdkrachten stand-by stonden in de Oostzee en bereid waren 'binnen een bepaalde tijd in te grijpen, mocht de situatie escaleren, maar vandaag is het te vroeg om te zeggen waar en hoe'.

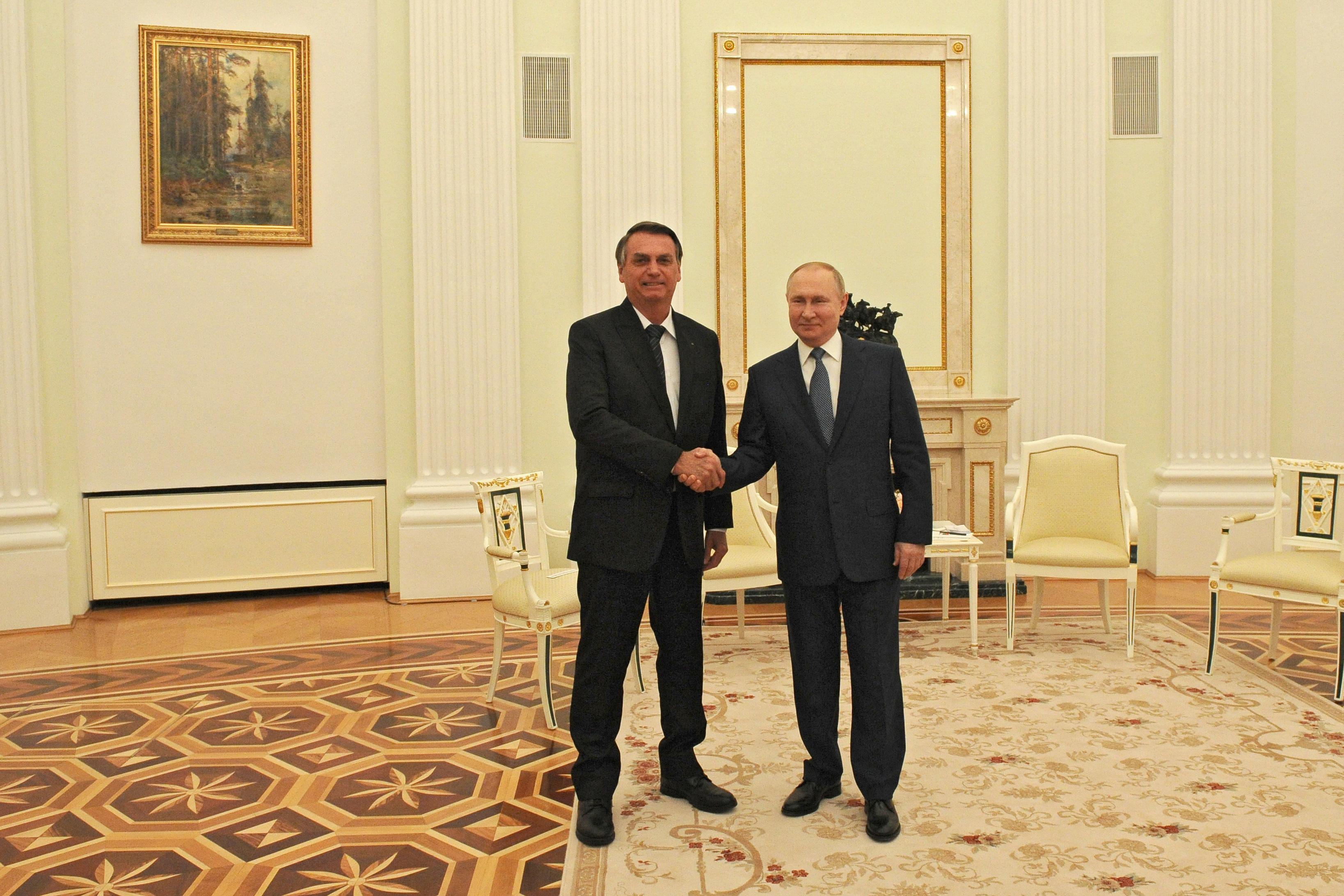
Poetin en de Braziliaanse president Jair Bolsonaro op 16 februari 2022.

- Brazilië De Braziliaanse president Jair Bolsonaro arriveerde op 16 februari 2022 in Moskou voor handelsbesprekingen met Poetin. Bolsonaro zei: 'We bidden voor vrede en respecteren iedereen die op die manier handelt.'
- Bulgarije Begin januari reageerde de Bulgaarse minister van Defensie Stefan Yanev op een parlementaire vraag over de inzet van extra militaire eenheden op Bulgaars grondgebied dat Bulgarije tegen 'escalatie van militaire maatregelen voordat alle andere diplomatieke middelen worden gebruikt' en dat Bulgarije als van nog 'geen nationaal standpunt' over de situatie. Op 21 januari veroordeelde de Bulgaarse premier Kiril Petkov de Russische oproep aan Bulgarije om de NAVO te verlaten en om de NAVO-troepen terug te trekken uit Bulgarije en Roemenië, terwijl president Rumen Radev de verklaring 'onaanvaardbaar' noemde.
- Canada In januari 2022 verklaarde de premier van Canada, Justin Trudeau, dat Canada Oekraïne een lening van 120 miljoen dollar zou verstrekken, maar geen militair materieel zou overdragen. Op 14 februari 2022 kondigde Trudeau aan dat Canada een lening van 500 miljoen dollar zou verstrekken en 7,8 miljoen dollar aan wapens naar Oekraïne zou sturen.

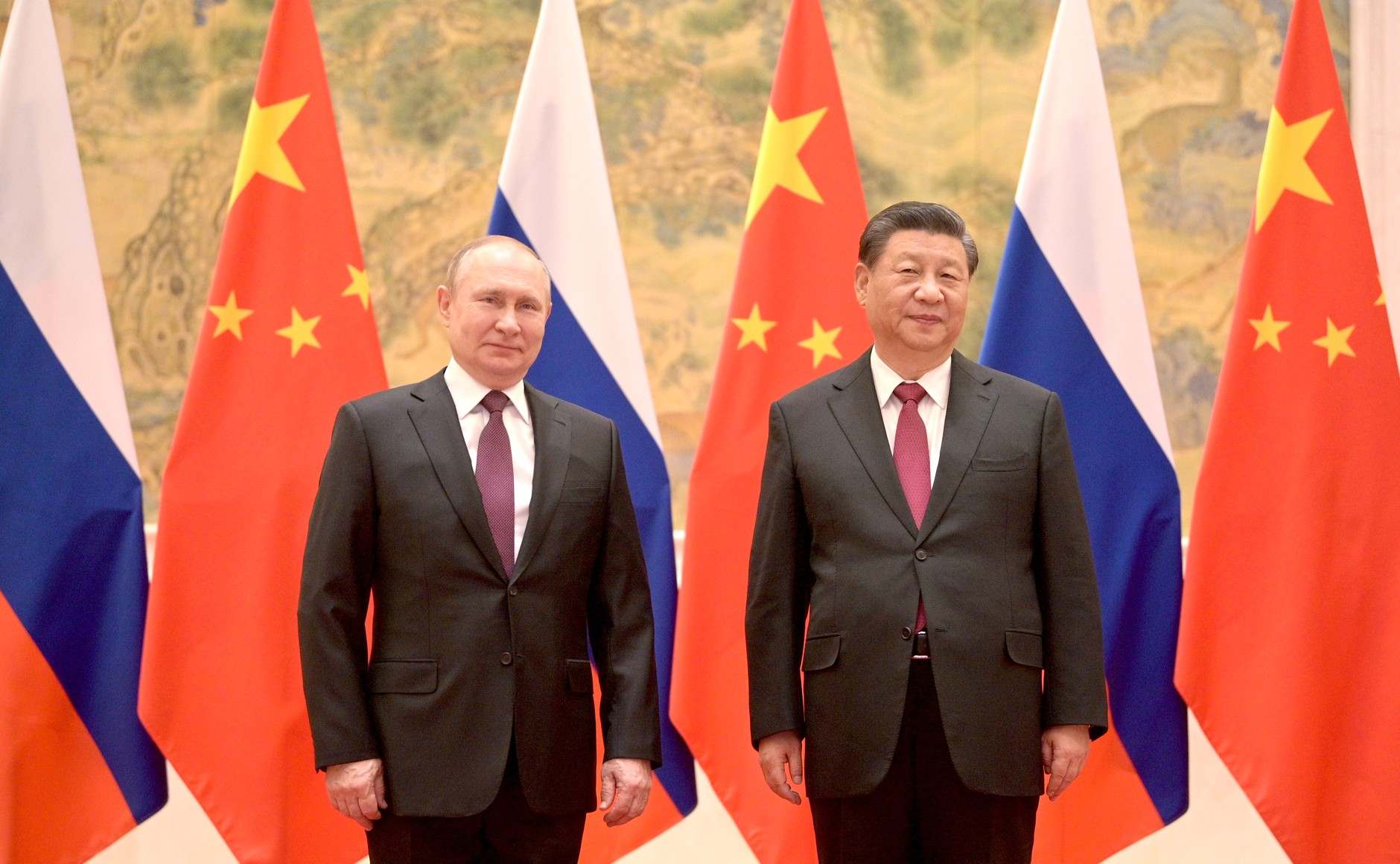
Poetin en de Chinese president Xi Jinping op 4 februari 2022.

- China De Secretaris-Generaal van de Communistische Partij van China Xi Jinping steunde de Russische eis dat Oekraïne nooit lid mag worden van de NAVO. Op 14 januari 2022 benadrukte een woordvoerder van het Chinese ministerie van Buitenlandse Zaken dat alle landen zich moeten houden aan een traditionele resolutie van de olympische wapenstilstand van de VN 'van zeven dagen voor de start van de Olympische Spelen tot zeven dagen na het einde van de Paralympische Spelen'. Binnen dit tijdsbestek zou de voorgestelde wapenstilstandsresolutie dus ingaan op 28 januari 2022 en eindigen op 20 maart 2022.
- Colombia Op 13 februari 2022 heeft de Colombiaanse president Ivan Duque zijn Kanselarij opgedragen contact op te nemen met alle Colombianen die geregistreerd staan als woonachtig in Oekraïne om hen hulp bij repatriëring aan te bieden. Duque heeft elke poging om geweld te gebruiken om een land te beletten te beslissen al dan niet lid te worden van de NAVO afgewezen. Op 15 februari 2022 verklaarde Duque dat Colombia de internationale gemeenschap zal vergezellen bij het opleggen van sancties in geval van militaire agressie tegen Oekraïne.
- Cuba Miguel Díaz-Canel sprak zijn steun uit voor Vladimir Poetin tijdens de crisis.
- Denemarken Op 13 januari 2022 stuurde Denemarken vier F-16-straaljagers en een fregat met 160 bemanningsleden naar de Baltische Staten om de NAVO Enhanced Forward Presence te versterken en op zee te patrouilleren.
- Duitsland In april 2021 eiste de Bondskanselier van Duitsland Angela Merkel tijdens een telefoongesprek met president Poetin dat Rusland zijn militaire aanwezigheid in de buurt van de Oekraïense grenzen zou verminderen. In december 2021 waarschuwde de Bondskanselier van Duitsland Olaf Scholz voor 'gevolgen' voor Nord Stream 2, een Russisch aardgaspijpleidingproject van Gazprom, dat aardgas aan Duitsland levert. In januari 2022 waarschuwde de Duitse minister van Buitenlandse Zaken Annalena Baerbock dat 'elke verdere escalatie een hoge prijs zou hebben voor het Russische regime – economisch, politiek en strategisch'. Duitsland handhaaft het beleid om Oekraïne geen dodelijke wapens te verstrekken. De Duitse minister van Defensie, Christine Lambrecht, zei dat Duitsland de spanningen wil 'de-escaleren' en dat het leveren van wapens 'niet helpt'. Oekraïne beweerde ook dat de Duitse regering de levering van wapens via de NAVO blokkeert. Op 21 januari 2022 werd gemeld dat Duitsland Estland blokkeerde van de export van wapens van Duitse oorsprong. De Letse minister van Defensie Artis Pabriks heeft de relatie van Duitsland met Rusland (en China) 'immoreel en hypocriet' genoemd. Op 26 januari kondigde Duitsland aan dat het 5.000 helmen naar Oekraïne zou verschepen, terwijl het opnieuw bevestigde dat het geen dodelijk wapen zou leveren. De burgemeester van Kiev en voormalig wereldkampioen zwaargewicht boksen Vitali Klytsjko beschreef dit aanbod als 'een grap'.
- Estland,  Letland en  Litouwen Op 10 januari 2022 werd de Litouwse Staatsverdedigingsraad bijeengeroepen om de Russisch-Oekraïense spanningen te bespreken. Als reactie op het agressieve Russische militaire gedrag besloot de raad het aantal troepen uit te breiden en de militaire moderniseringsplannen te versnellen. Op 17 januari verhoogde Letland de militaire aanwezigheid in het oostelijke deel van het land. Op 19 januari kondigde de premier van Estland een buitengewone verhoging van de defensie-uitgaven aan met 380 miljoen euro voor het lopende fiscale jaar. De Baltische staten besloten ook hun eigen wapenverwerving te versnellen, waaronder het gezamenlijke raketartilleriesysteem. Estland, Letland en Litouwen hebben ook verzocht om meer militaire inzet van NAVO- en Amerikaanse troepen in de Baltische staten om het agressieve Russische gedrag af te schrikken.
- Finland en  Zweden Russische voorstellen dat de NAVO geen nieuwe leden zou accepteren, kregen felle kritiek van Zweden en Finland, die hun neutraliteit handhaven. In januari 2022 drongen zowel de Finse president Sauli Niinistö als premier Sanna Marin aan op het recht van Finland om te beslissen bij welke allianties het zich kan aansluiten. Zweden heeft hetzelfde standpunt ingenomen dat het alleen aan het Zweedse volk is om te beslissen of Zweden lid moet worden van de NAVO. Russische dreigementen hebben in beide landen het debat aangewakkerd of ze het NAVO-lidmaatschap moeten aanvragen. Op 13 januari kondigde de Zweedse strijdkrachten aan dat ze troepen zouden inzetten op het strategische eiland Gotland, als reactie op ongebruikelijke Russische militaire activiteiten.
- Frankrijk In april 2021 merkte de Franse minister van Europa en Buitenlandse Zaken Jean-Yves Le Drian tijdens een telefoongesprek met de Oekraïense minister van Buitenlandse Zaken Dmytro Koeleba op dat Frankrijk de tijdelijk bezette gebieden en de terugtrekking van Russische troepen naar de grenzen van Oekraïne angstvallig in de gaten hield. Hij verzekerde de voortdurende steun van Frankrijk voor de soevereiniteit en territoriale integriteit van Oekraïne. Het hoofd van de Franse diplomatie wees vooral op het voorzichtige en wijze optreden van Oekraïne in de huidige situatie.
- Hongarije De Hongaarse minister van Defensie Tibor Benkő heeft verklaard dat de NAVO haar troepen niet in Hongarije hoeft in te zetten.
- India Op 28 januari 2022 liet de woordvoerder van het Indiase ministerie van Buitenlandse Zaken, Arindam Bagchi, weten dat de situatie in Oekraïne en de besprekingen op hoog niveau tussen Rusland en de VS nauwlettend worden gevolgd. De verklaring riep op tot 'een vreedzame oplossing van de situatie door middel van aanhoudende diplomatieke inspanningen voor vrede en stabiliteit op lange termijn in de regio en daarbuiten'. Op 29 januari werd gemeld dat de Indiase ambassade in Oekraïne alle Indiërs die daar woonden – voornamelijk studenten aan medische hogescholen – hadden gevraagd om zich te registreren, zodat ze snel informatie konden verstrekken, mocht het nodig zijn. In tegenstelling tot andere staten heeft India zijn diplomaten niet geëvacueerd. De Indian Express benadrukte de moeilijke situatie van de Indiase regering: aan de ene kant was ze bezorgd over de 'spierflexie' van Rusland, maar aangezien bijna 60 procent van de Indiase militaire voorraden van Russische makelij is en de voortdurende militaire impasse met China, wilde het zijn nauwe militaire banden met Moskou niet in gevaar brengen; anderzijds waren de VS en Europa ook belangrijke strategische partners. Indiase media merkten op hoe vijandigheid en sancties tegen Rusland problemen zouden veroorzaken voor de S-400-raketovereenkomst van het land en waarschijnlijk 'Moskou in de richting van Peking zou duwen, waardoor de Chinezen zouden worden versterkt'. Op 31 januari onthield India zich van stemming in de Veiligheidsraad van de Verenigde Naties voorafgaand aan een bijeenkomst om de situatie aan de grens met Oekraïne te bespreken. Later, op 17 februari, legde zijn permanente vertegenwoordiger bij de VN TS Tirumurti een verklaring af waarin hij de Minsk-akkoorden steunde en benadrukte dat 'de kwestie alleen kan worden opgelost door middel van diplomatieke dialoog'. De Indiase ambassade in Oekraïne bracht op 15 en 20 februari twee adviezen uit, met name aan studenten, om Oekraïne tijdelijk te verlaten als hun verblijf niet 'essentieel' was. Ook werd een 24-uurs hulplijn en een MEA-meldkamer ingericht. Ook familieleden van het Indiase ambassadepersoneel zouden naar huis worden gestuurd.
- Indonesië De Indonesische president Joko Widodo heeft verklaringen afgelegd om zowel Oekraïne als Rusland aan te sporen om te de-escaleren en oorlog ten koste van alles te vermijden. Hij drong er bij de landen ook op aan zich te concentreren op de aanhoudende COVID-19-pandemie in plaats van de politieke rivaliteit te intensiveren. Op 24 februari, na de Russische invasie, tweette president Widodo een dringende oproep om de oorlog te stoppen, omdat de wereld hierdoor in gevaar kwam en de mensheid leed. In een afzonderlijke verklaring benadrukt het ministerie van Buitenlandse Zaken van het land de verplichting van naties om de internationale wetten en het Handvest van de Verenigde Naties betreffende territoriale integriteit te respecteren, en veroordeelde het duidelijke agressie van het grondgebied en de soevereiniteit van een natie. De Indonesische ambassade in Kiev verzekerde de veiligheid van 138 Indonesische burgers op Oekraïens grondgebied, waaronder elf in de oblasten Donetsk en Loehansk, en bereidde hen voor om hen naar de ambassade te roepen als de situatie verslechterde.

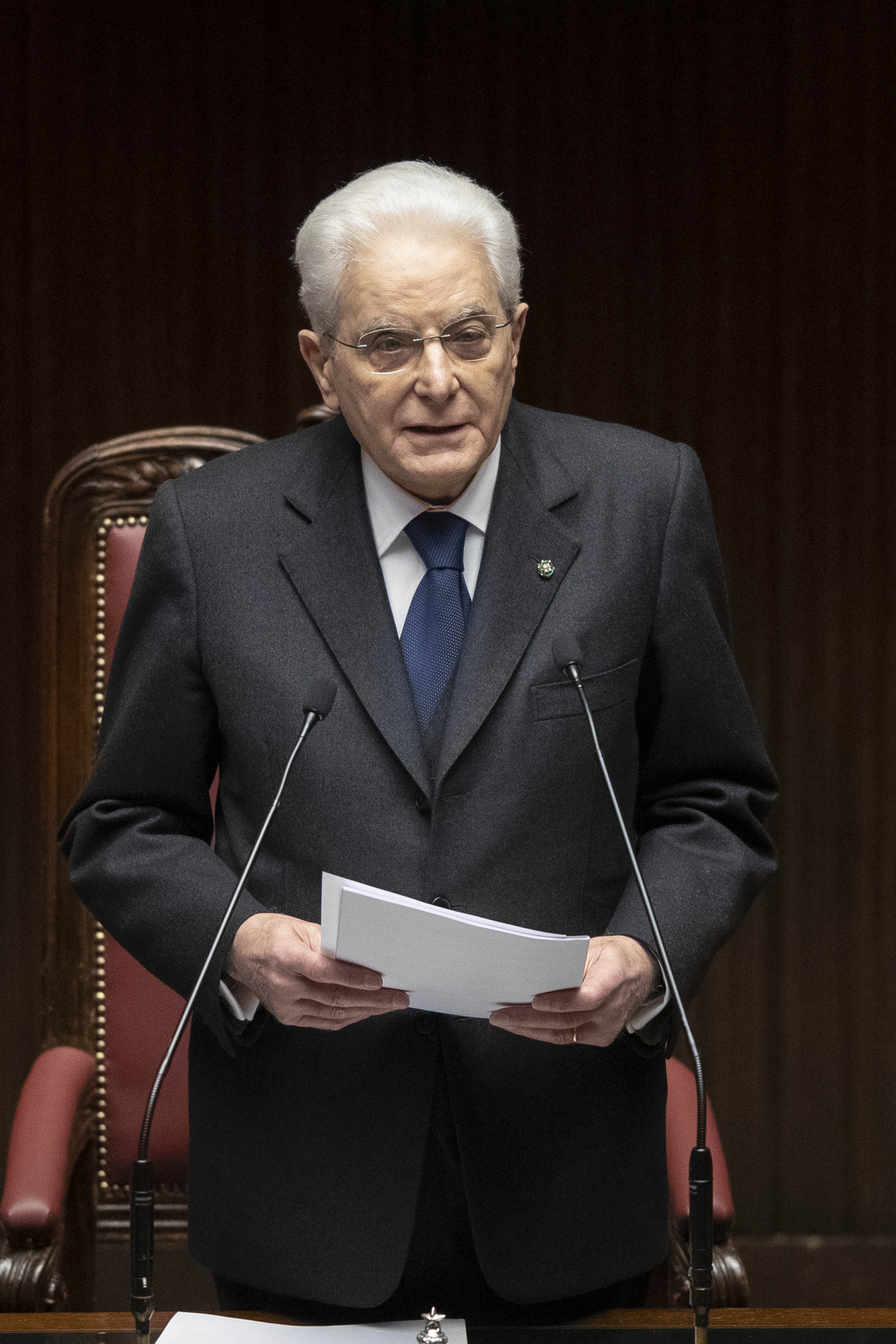
De Italiaanse president Sergio Mattarella sprak op 3 februari voor het parlement en veroordeelde het gedrag van Rusland.

- Italië Op 3 februari zei de Italiaanse president, Sergio Mattarella, tijdens zijn tweede inauguratietoespraak dat hij 'de wind van confrontatie die opnieuw over een continent waaide dat de tragedies van de Eerste en Tweede Wereldoorlog had meegemaakt' niet kon accepteren. Premier Mario Draghi onderstreepte het belang van het streven naar een de-escalatie van de spanningen, gezien de ernstige gevolgen die een verergering van de crisis zou hebben. Op 11 februari 2022 riep de Italiaanse minister van Defensie Lorenzo Guerini op tot 'een constructieve dialoog' met Rusland om de spanningen te verminderen. Op 13 februari verklaarde de Italiaanse regering klaar te zijn om 1.000 soldaten in te zetten aan de oostgrens van de NAVO. De Italiaanse minister van Buitenlandse Zaken Luigi Di Maio reisde op 15 februari 2022 naar Kiev om zijn Oekraïense ambtgenoot Dmytro Koeleba te ontmoeten, terwijl hij op 17 februari een bilaterale ontmoeting had met de Russische minister van Buitenlandse Zaken Sergej Lavrov. In Moskou verklaarde Di Maio dat 'Italië zich altijd op de eerste rij heeft ingezet voor een diplomatieke oplossing. Rusland en Oekraïne kunnen erop rekenen dat Italië tot een diplomatieke oplossing komt'. Op 22 februari beschreef Draghi de Russische erkenning van separatistische republieken als een 'onaanvaardbare territoriale schending van de democratische soevereiniteit van Oekraïne', terwijl hij de volgende dag verklaarde dat Italië de uitspattingen en misbruiken van Rusland niet kan tolereren.

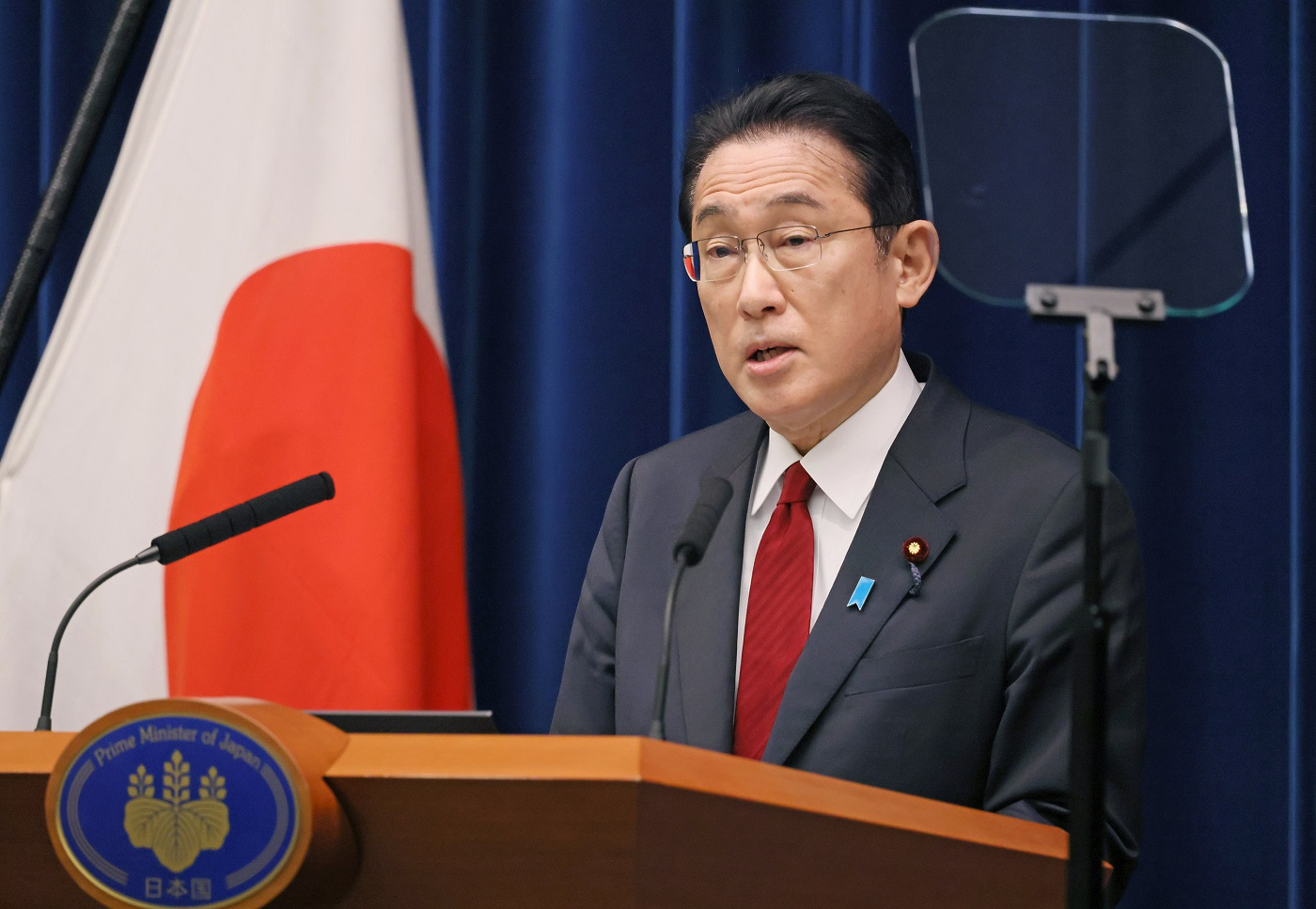
Op 25 februari hield de premier van Japan Fumio Kishida een persconferentie over de Russische invasie van Oekraïne.

- Japan De premier van Japan Fumio Kishida zei dat hij en Biden nauw zouden samenwerken om een Russische invasie van Oekraïne te voorkomen en 'nauw contact te houden met andere bondgenoten en partners en te blijven communiceren over het punt dat elke aanval met krachtige actie zal worden beantwoord.' In een tweet zei Biden dat het 'een eer was om premier Kishida te ontmoeten om de alliantie tussen de VS en Japan verder te versterken – de hoeksteen van vrede en veiligheid in de Indo-Pacific en over de hele wereld'. Op 11 februari 2022 heeft het ministerie van Buitenlandse Zaken zijn reiswaarschuwing voor Oekraïne naar het hoogste niveau verhoogd en Japanse burgers geadviseerd Oekraïne onmiddellijk te verlaten en er onder geen enkele omstandigheid naar toe te reizen. Kishida zei op een persconferentie op 25 februari dat de Russische militaire aanval wordt veroordeeld als een schending van de soevereiniteit en territoriale integriteit van Oekraïne, en dat Japan aanvullende sancties tegen Rusland zal opleggen.
- Kazachstan – Te midden van berichten over een mogelijke Russische invasie van Oekraïne in februari 2022, verklaarde president Kassym-Jomart Tokayev dat de Russische president hem persoonlijk verzekerde dat Rusland de territoriale integriteit van Kazachstan niet in twijfel zal trekken.
- Kenia De vertegenwoordiger van het land bij de VN, Martin Kimani, onthield zich van stemming over het optreden van Rusland in Oekraïne in de hoop op diplomatie. Echter, na de erkenning door Rusland van de afgescheiden republieken op 22 februari 2022, veroordeelde Kimani Rusland en zei dat het 'de territoriale integriteit van Oekraïne schendt'.
- Kroatië Op 19 januari 2022 zei de Kroatische premier Andrej Plenković, in een gesprek in de Sabor, dat de situatie in het oosten van Oekraïne zeer zorgwekkend en de meest gespannen sinds 2014 was en zei: 'Kroatië wil niet dat de situatie escaleert en het zal duidelijk en resoluut reageren om elke instabiliteit te voorkomen'. Op 25 januari 2022 zei de Kroatische president Zoran Milanović, die nota nam van wat hij de militaire opbouw van de NAVO in de regio en het 'inconsistente en gevaarlijke gedrag' van de regering-Biden in internationale veiligheidsaangelegenheden noemde, en hij benadrukte zijn rol als opperbevelhebber van Kroatië. pers: 'We hebben hier geen invloed op en we zullen hier niets mee te maken hebben. Ik garandeer dit. Kroatië zal geen troepen sturen in geval van een escalatie. Integendeel, het zal alle troepen terugroepen naar de laatste Kroatische soldaat.' Milanović ging verder met te zeggen dat er een 'regeling moet worden gevonden om aan de veiligheidsbelangen van Rusland te voldoen' en dat de acute crisis in Oekraïne 'voornamelijk werd bepaald door de dynamiek van de binnenlandse politiek van de VS'. Op dezelfde dag reageerde premier Andrej Plenković op de opmerkingen van de president door te zeggen dat hij, toen hij deze hoorde, dacht dat het werd gezegd 'door een Russische functionaris'; hij bood ook zijn excuses aan aan Oekraïne en zijn regering voor Milanović's beschuldiging van Oekraïne als 'een van de meest corrupte staten' en herhaalde dat Kroatië de territoriale integriteit van Oekraïne steunde en dat er geen Kroatische troepen in Oekraïne waren, terwijl de verklaring van de president 'niets te maken had met het beleid van de regering van de Republiek Kroatië'.
- Maleisië Op 24 februari, na de Russische invasie, sprak premier Ismail Sabri Yaakob zijn verdriet uit over de situatie in Oekraïne en sprak hij de hoop uit op een vreedzame oplossing tussen Oekraïne en Rusland die zou leiden tot een conflictoplossing. Hij bevestigde dat 11 Maleisische burgers op dat moment nog steeds in Oekraïne waren en beloofde onderdak voor hen voordat ze veilig konden evacueren. Oppositieleider Anwar Ibrahim gaf later een verklaring af waarin hij de Russische agressie veroordeelde.
- Moldavië President van Moldavië Maia Sandu zei op 21 januari 2022 dat de Moldavische autoriteiten de situatie in Oekraïne nauwlettend in de gaten houden en dat bepaalde maatregelen worden genomen om zich voor te bereiden op mogelijke uitkomsten van de crisis. Ze eiste ook de terugtrekking van Russische troepen uit Transnistrië, een afgescheiden gebied dat legaal en internationaal wordt beschouwd als onderdeel van Moldavië. Sandu riep ook op tot kalmte aan de burgers van Moldavië in het licht van de ontwikkelingen in Oekraïne en sprak haar vertrouwen uit in de mogelijkheid van een diplomatieke oplossing. Later had Sandu een ontmoeting met de Nederlandse premier Mark Rutte en besprak hij met hem de spanningen in de grens tussen Rusland en Oekraïne. Tijdens de bijeenkomst sprak Rutte zijn steun uit voor de territoriale integriteit van Moldavië met betrekking tot Transnistrië.
- Nederland Op donderdag 20 januari 2022 zei de Nederlandse minister van Buitenlandse Zaken, Wopke Hoekstra, dat het Nederlandse kabinet openstond voor defensieve militaire steun aan Oekraïne. Ook zouden er gevechtsvliegtuigen aan de NAVO worden geleverd die in april en mei het luchtruim van Bulgarije zouden moeten gaan bewaken. Daarnaast werd er gewerkt aan een cyberteam dat Nederland moest gaan verdedigen tegen cyberaanvallen zoals die tegen Oekraïne op 14 januari 2022.[238] Op vrijdag 18 februari 2022 ging het Nederlandse kabinet akkoord met het voorstel scherpschuttersgeweren met munitie, 3000 helmen, 2000 scherfvesten, radarinstallaties en detectoren voor het opsporen van explosieven te leveren aan Oekraïne.[239] Naast het gedrag van Rusland wordt ook dat van Wit-Rusland scherp veroordeeld.[240]
- Nieuw-Zeeland Op 12 februari 2022 verklaarde minister van Buitenlandse Zaken Nanaia Mahuta dat de Nieuw-Zeelandse regering bezorgd was over de Russische militaire opbouw aan de Oekraïense grens en op de Krim, en steunde zij de soevereiniteit en territoriale integriteit van Oekraïne. Ze drong er bij Nieuw-Zeelandse burgers in Oekraïne op aan te evacueren zolang er nog commerciële middelen beschikbaar waren. Ze riep Rusland op de spanningen te verminderen in overeenstemming met het internationaal recht. Premier Jacinda Ardern herhaalde de opmerkingen van Mahuta en verklaarde dat Nieuw-Zeeland overweegt gerichte sancties op te leggen tegen Moskou.
- Nicaragua President Daniel Ortega sprak zijn steun uit voor de erkenning door Rusland van de Volksrepubliek Loegansk en de Volksrepubliek Donetsk en verklaarde dat Rusland 'zichzelf verdedigde' tegen de NAVO.
- Noord-Korea Op 28 februari 2022 verklaarde KCNA dat 'de grondoorzaak van de crisis in Oekraïne volledig ligt in het hegemonische beleid van de VS en het Westen'.
- Pakistan Premier Imran Khan heeft aangekondigd dat hij zich verzet tegen militaire interventie, in de overtuiging dat de crisis 'vreedzaam' kan worden opgelost. Op 22 februari 2022 werd aangekondigd dat Pakistan een bezoek op hoog niveau aan Moskou zou brengen.
- Polen De Poolse president Andrzej Duda kondigde aan dat Oekraïne op Poolse steun kan rekenen als Rusland aanvalt, en riep op tot een eensgezinde houding in Europa. Op 21 januari verklaarde het hoofd van het Nationale Veiligheidsbureau Paweł Soloch dat 'het steunen van Oekraïne een van de belangrijkste prioriteiten van het beleid van president Andrzej Doeda is', terwijl Doeda en Zelensky de mogelijkheid bespraken van verdere leveringen van defensief materieel door Polen en de NAVO.
- Roemenië De minister van Nationale Defensie van Roemenië, Vasile Dîncu, zei dat Roemenië, in het geval van een nieuwe Russisch-Oekraïense oorlog, niet militair betrokken zou zijn en dat het in een strategische relatie met de NAVO zou blijven en samen met het bondgenootschap zou reageren in het licht van zo'n hypothetisch geval. Verder drong de president van Roemenië, Klaus Iohannis, er bij de Roemeense strijdkrachten op aan voorbereid te zijn op elke agressie in de regio, waarbij hij verklaarde dat de situatie in Oekraïne aantoonde dat maatregelen voor modernisering en voorbereiding van het Roemeense leger noodzakelijk waren. Iohannis riep ook op tot een grotere aanwezigheid van de NAVO, de VS en andere bondgenoten in het Zwarte Zeegebied als gevolg van de spanningen tussen Rusland en Oekraïne. Op 20 februari heeft het ministerie van Buitenlandse Zaken alle Roemeense burgers 'met klem' aanbevolen om elke reis naar Oekraïne te vermijden en Oekraïne 'zo spoedig mogelijk' te verlaten.
- Servië Het ministerie van Buitenlandse Zaken van Servië heeft de burgers van Servië die in Oekraïne zijn gebleven aanbevolen de mogelijkheid te overwegen om het grondgebied van dat land tijdelijk te verlaten. De premier van Servië, Ana Brnabić, oordeelde dat een mogelijk ernstiger verslechtering van de betrekkingen tussen Oekraïne en Rusland ook ernstige economische gevolgen zou hebben voor Servië, en benadrukte dat officieel Belgrado hoopt dat de dialoog zal winnen.
- Singapore Op 22 februari 2022 verklaarde een woordvoerder van het ministerie van Buitenlandse Zaken dat 'de soevereiniteit en territoriale integriteit van Oekraïne moeten worden gerespecteerd' en dat 'alle betrokken partijen de dialoog, inclusief diplomatieke middelen, moeten blijven nastreven naar een vreedzame regeling van het geschil, in overeenstemming met het internationaal recht, en actie te vermijden die de spanningen in de regio verder zal doen toenemen. Eerder in februari adviseerde Singapore zijn burgers in Oekraïne 'om het land zo snel mogelijk via commerciële middelen te verlaten zolang het nog steeds mogelijk is om dat te doen.'
- Slowakije De minister van Buitenlandse Zaken van Slowakije, Ivan Korčok, verklaarde dat het staakt-het-vuren en de aankondiging van een uitbreiding van de Russische militaire macht aan de grens met Oekraïne een punt van zorg zijn en riep op tot de-escalatie van de spanningen.
- Spanje Op 20 januari 2022 begon Spanje met het inzetten van vliegtuigen, schepen en NAVO-troepen naar Bulgarije en de Zwarte Zee. De Spaanse minister van Buitenlandse Zaken, José Manuel Albares, verklaarde ook dat Spanje 'dialoog wilde, maar als dit geen vruchten afwerpt, zal Spanje natuurlijk samen met zijn Europese partners en zijn NAVO-bondgenoten in afschrikking verenigd zijn'.
- Syrië – Op 22 februari 2022 kondigde de Syrische minister van Buitenlandse Zaken Faisal Mekdad de steun van zijn land aan voor de Russische erkenning van de onafhankelijkheid van de republieken.
- Tsjechië Op 26 januari 2022 heeft de Tsjechische regering besloten om 4.006 152 mm artilleriegranaten voor DANA-houwitsers ter waarde van 36,6 miljoen kronen aan Oekraïne te doneren.
- Turkije De Turkse president Recep Tayyip Erdoğan en het Turkse ministerie van Buitenlandse Zaken hebben verklaard dat de Russische acties 'onaanvaardbaar' zijn en hebben Rusland krachtig veroordeeld wegens zijn 'ernstige schending van het internationaal recht', terwijl zij 'steun voor de soevereiniteit en territoriale integriteit van Oekraïne' herhalen. Verder werd voor de kust van Odessa een commercieel vaartuig van Turks eigendom getroffen door een Russische bom, waarbij volgens de Turkse autoriteiten geen slachtoffers waren gevallen, en het schip kwam veilig aan in de territoriale wateren van Roemenië, een NAVO-bondgenoot. Op 27 februari noemde Turkije de invasie een 'oorlog', waarbij het conflict retorisch onder het Verdrag van Montreux van 1936 betreffende het regime van de Straat werd gebracht en Turkije toestond om zowel Russische als andere buitenlandse oorlogsschepen in de Bosporus en de Dardanellen te verbieden.
- Uruguay Op 23 februari 2022 heeft het ministerie van Buitenlandse Betrekkingen van Uruguay een verklaring afgegeven waarin het gebruik van geweld wordt veroordeeld en alle betrokken partijen worden opgeroepen de nodige maatregelen te nemen om de spanningen te verminderen en een politiek akkoord te bereiken. De Uruguayaanse regering uitte 'bezorgdheid' over de situatie met de erkenning van de separatistische republieken Donetsk en Loegansk als soevereine staten door Rusland en de verplaatsing van militaire troepen, in strijd met de principes van het Handvest van de Verenigde Naties. Bovendien verklaarde het dat het land van mening is dat resolutie 2202 van de Veiligheidsraad van de Verenigde Naties 'de weg vrijmaakt voor de toepassing van de akkoorden van Minsk, leidend tot een vreedzame en duurzame oplossing van het conflict', en dat de oplossing 'de soevereiniteit moet respecteren, onafhankelijkheid en territoriale integriteit' van Oekraïne.
- Verenigde Arabische Emiraten De Verenigde Arabische Emiraten zwegen grotendeels over de kwestie. Een van de belangrijkste bondgenoten van de VAE, de VS, riep de Emiraten op om te stemmen voor de resolutie van de VN-Veiligheidsraad waarin de Russische invasie van Oekraïne wordt veroordeeld en Moskou wordt geëist zijn troepen terug te trekken. De Arabische natie onthield zich van stemming, koos geen enkele kant en verklaarde dat dit 'alleen maar zou leiden tot meer geweld'. De VAE onderhielden sterke betrekkingen met zowel Rusland als de VS. Het besluit van de Emiraten werd gezien als een onafhankelijke benadering van het buitenlands beleid, nadat het lange tijd afhankelijk was van de VS voor dergelijke beslissingen.

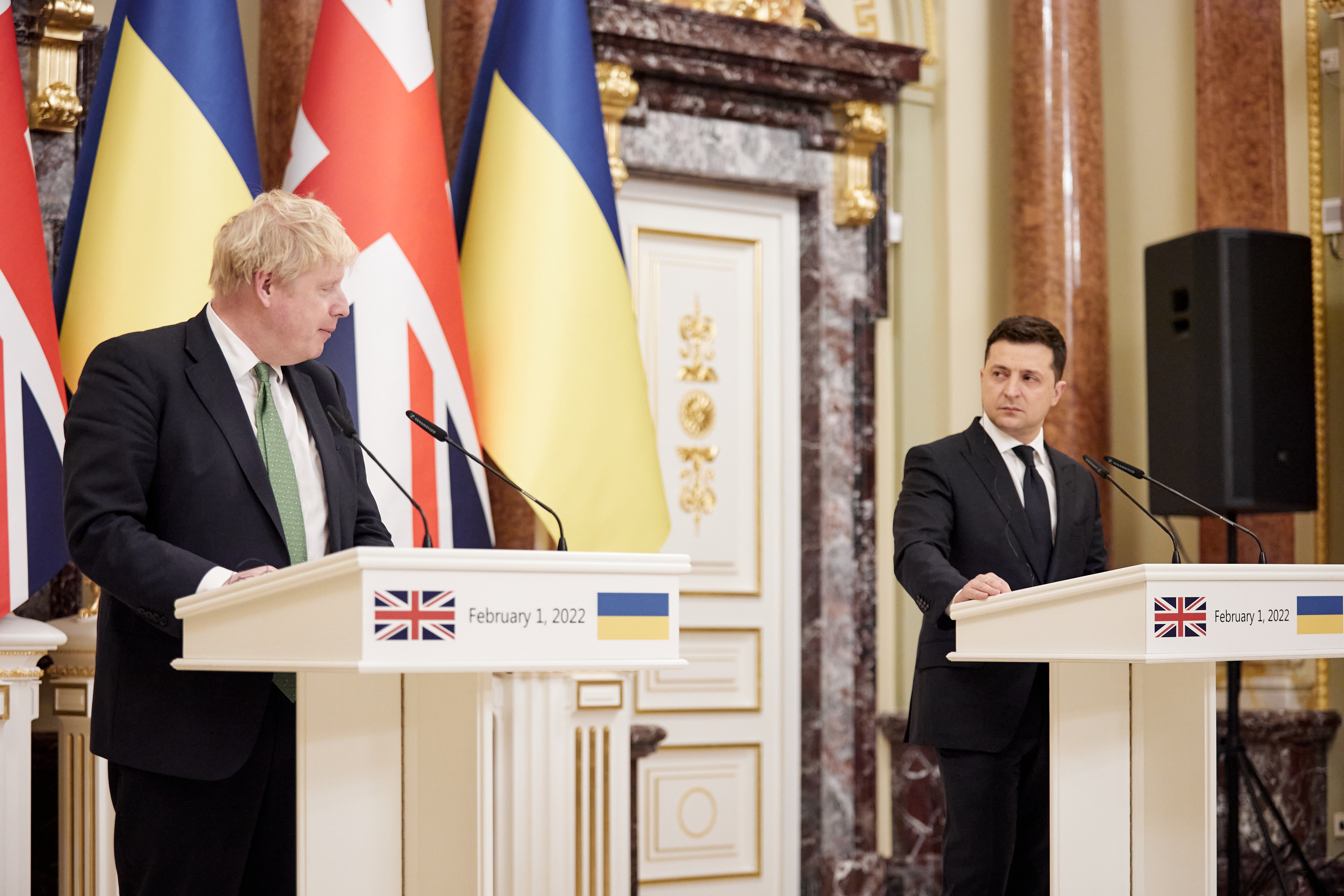
De Britse premier Boris Johnson en de Oekraïense president Zelensky in Kiev op 2 februari 2022.

- Verenigd Koninkrijk Minister van Buitenlandse Zaken, Liz Truss, schreef op 22 januari 2022 op Twitter dat het VK 'het complot van het Kremlin om pro-Russisch leiderschap in Oekraïne te installeren niet zou tolereren'. een zeer groot risico dat Rusland Oekraïne zou binnenvallen' en dreigde met 'zeer aanzienlijke economische gevolgen' als Rusland die stap zou nemen. Op 7 februari 2022 zei premier Boris Johnson dat Groot-Brittannië niet zou 'terugdeinzen' terwijl hij zich voorbereidde om Royal Marines, RAF-vliegtuigen en Royal Navy-oorlogsschepen in Oost-Europa in te zetten. Britse burgers kregen van Buitenlandse Zaken te horen dat ze moesten evacueren terwijl er nog commerciële middelen beschikbaar waren. Op 14 februari 2022 waarschuwde Johnson dat een invasie van Oekraïne binnen 48 uur zou kunnen plaatsvinden. Minister van Volksgezondheid Sajid Javid beschreef de beweging van Russische troepen over de grens als een 'invasie van Oekraïne'. Op 20 februari 2022 zei Johnson te vrezen dat Rusland van plan was 'de grootste oorlog in Europa sinds 1945' te starten. Johnson zei dat er tekenen waren dat 'het plan op een of andere manier al begonnen is'. Volgens inlichtingendiensten wilde Rusland middels een invasie de Oekraïense hoofdstad Kiev omsingelen, aldus Johnson. Johnson wees op het grote aantal mensenlevens dat zo’n invasie zou kunnen kosten, en herinnerde aan het zware sanctiepakket dat Johnson Rusland op wilde leggen in het geval van een invasie.[241]

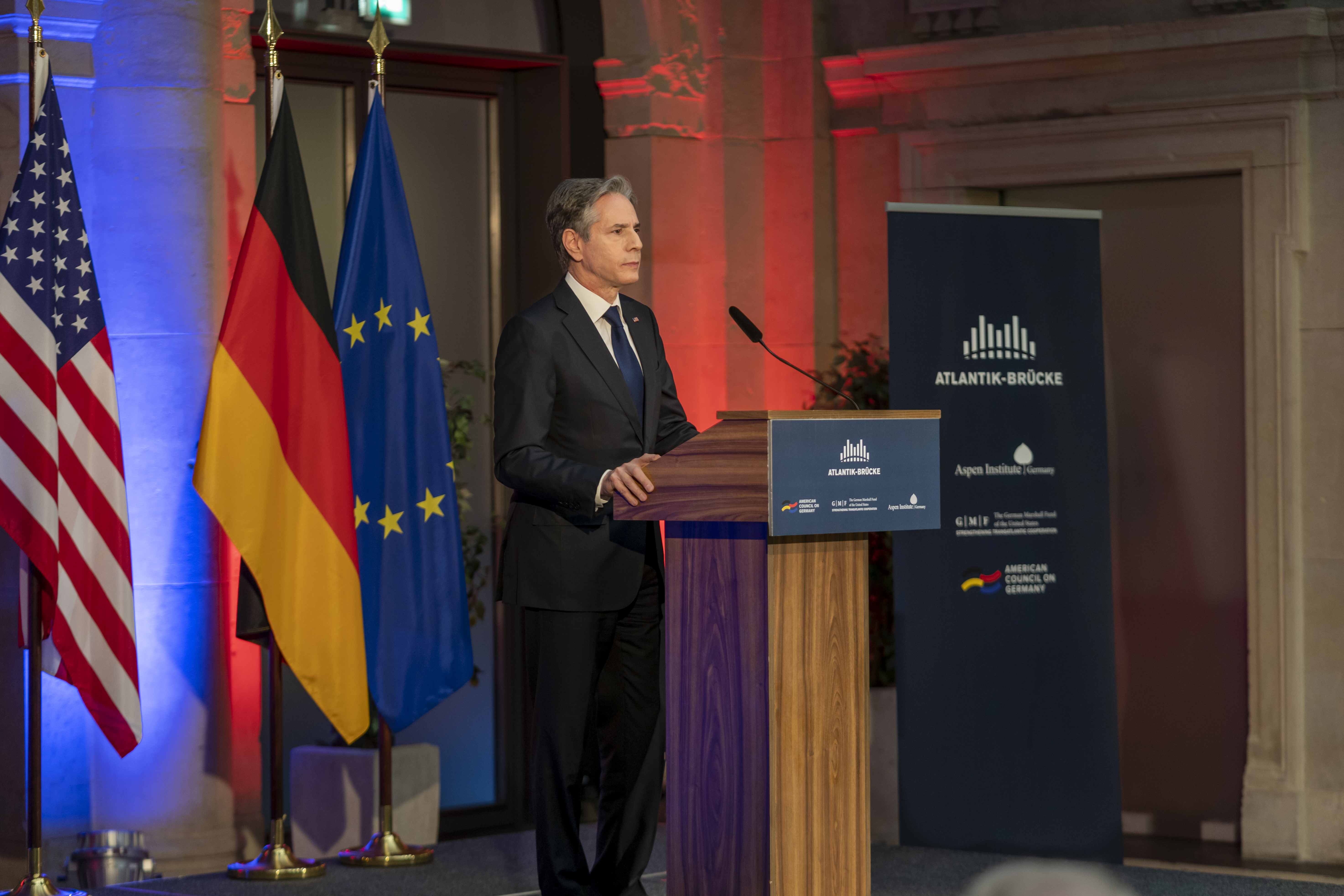
De Amerikaanse minister van Buitenlandse Zaken Antony Blinken tijdens zijn speech in Berlijn over de potentiële Russische invasie van Oekraïne, 20 januari 2022.

- Verenigde Staten Op 2 april 2021 had president Biden zijn eerste telefoongesprek met president Zelensky. Op 13 april voerde Biden een telefoongesprek met Poetin waarin Biden 'de niet aflatende inzet van de Verenigde Staten voor de soevereiniteit en territoriale integriteit van Oekraïne' beklemtoonde. Biden sprak ook zijn bezorgdheid uit over 'de plotselinge Russische militaire opbouw in de door Rusland bezette Krim en aan de Oekraïense grenzen', en riep Rusland op 'de spanningen te de-escaleren'. Medio april 2021 heeft het Amerikaanse ministerie van Financiën, samen met de EU, het VK, Australië en Canada, acht personen en entiteiten gesanctioneerd die betrokken waren bij de aanhoudende bezetting en repressie van Rusland op de Krim. Op 19 januari 2022 zei president Biden dat hij geloofde dat Rusland Oekraïne zou binnenvallen. Biden zei dat een grootschalige invasie van Oekraïne 'het meest ingrijpende zou zijn wat er in de wereld was gebeurd in termen van oorlog en vrede sinds de Tweede Wereldoorlog'. Op 22 januari 2022 verzocht de Amerikaanse ambassade in Kiev om de evacuatie van niet-essentieel personeel samen met hun families. Het Amerikaanse ministerie van Buitenlandse Zaken adviseerde niet naar Oekraïne of Rusland te reizen, daarbij verwijzend naar aanhoudende spanningen langs de grens tussen Rusland en Oekraïne en COVID-19. Op 10 februari 2022 drong Biden er bij alle Amerikaanse burgers in Oekraïne op aan onmiddellijk te vertrekken. Hij sloot een eventuele evacuatie van Amerikaanse burgers door het Amerikaanse leger uit in het geval van Russische militaire actie waar dan ook in Oekraïne. Op 11 februari 2022 waarschuwde Bidens nationale veiligheidsadviseur, Jake Sullivan, publiekelijk voor de waarschijnlijkheid van een Russische invasie van Oekraïne voorafgaand aan het einde van de Olympische Winterspelen van 2022. Op 12 februari 2022 zei een hoge functionaris van de regering-Biden tegen verslaggevers: 'We baseren deze beoordeling op wat we met onze eigen ogen op de grond zien, namelijk de voortdurende Russische opbouw aan de grens met Oekraïne, en geen zinvol bewijs van de-escalatie.' Op 14 februari kondigde de Amerikaanse minister van Buitenlandse Zaken, Antony Blinken, de verplaatsing van de Amerikaanse ambassade van de hoofdstad Kiev naar de West-Oekraïense stad Lviv aan. Hij verwees daarbij naar een 'dramatische versnelling in de opbouw van Russische troepen'. Op zaterdag 19 februari 2022 verklaarde president Biden dat hij verwachtte dat Rusland binnen enkele dagen of weken een offensief tegen Oekraïne zou beginnen, met als doel het innemen van de hoofdstad Kiev. Als dit zou gebeuren zou Rusland verantwoordelijk zijn voor een 'catastrofale oorlog'. Biden benadrukte de mogelijkheid tot diplomatie tussen de VS en Rusland om het conflict te de-escaleren, maar herhaalde ook het mogelijke sanctiepakket van de VS en de NAVO die volgens Biden 'meer verenigd waren dan ooit'.[242]
- Vaticaanstad Paus Franciscus riep meerdere keren op tot vrede tijdens het Angelus van zondag en de wekelijkse algemene audiëntie, waarbij hij oorlog omschreef als 'waanzin'. Daarnaast riep hij 26 januari uit tot een dag van gebed voor de vrede.
- Venezuela Nicolás Maduro sprak zijn volledige steun uit voor president Poetin tijdens een bezoek van een Russische diplomatieke delegatie in het presidentiële paleis van Miraflores, waarmee hij de weg bekrachtigde voor militaire samenwerking. Maduro sprak verder 'al zijn steun' uit na Poetin's erkenning van Donetsk en Loegansk en de Russische mobilisatie in de gebieden. Juan Guaidó, aan de andere kant, beschreef de actie als een 'illegale erkenning' en 'eenzijdige interventie' en verwierp de inzet van troepen in deze gebieden.
- Vietnam Vietnam verklaarde op 25 februari 2022 dat het zich ernstig zorgen maakte over de gewapende conflictsituatie in Oekraïne en riep alle partijen op tot terughoudendheid. Een woordvoerder van het Vietnamese ministerie van Buitenlandse Zaken drong er op 25 februari 2022 bij alle relevante partijen op aan om 'terughoudend te zijn, zich te houden aan het Handvest van de Verenigde Naties en de basisprincipes van het internationaal recht, af te zien van het gebruik van geweld, de mensen te beschermen, de dialoog voort te zetten voor een vreedzame oplossing, die bijdraagt aan de handhaving van vrede, veiligheid, stabiliteit en samenwerking in de regio en de wereld.' De woordvoerder zei dat Vietnam speciale aandacht schonk aan de Vietnamese gemeenschap in Oekraïne en vroeg om de bescherming van het leven, de veiligheid, bezittingen, legitieme rechten en belangen van Vietnamese burgers en bedrijven aldaar.
- Zuid-Korea De president van Zuid-Korea, Moon Jae-in, beval zijn ministeries om zich voor te bereiden op de veilige evacuatie van Koreanen in Oekraïne, en maatregelen op te stellen om de schade aan Koreaanse bedrijven te beperken, daarbij verwijzend naar de dreigende Russische invasie van Oekraïne. Korea kijkt naar de bouwcrisis over de militaire opbouw van Rusland in de buurt van Oekraïne en staat klaar om samen te werken met zijn bondgenoten, zei het ministerie van Defensie. Op 11 februari 2022 heeft het ministerie van Buitenlandse Zaken besloten om zijn onderdanen te verbieden om naar alle regio's van Oekraïne te reizen en drong het er bij degenen die daar verblijven op aan om onmiddellijk te evacueren vanwege oplopende spanningen in de regio.
- Zuid-Afrika In een verklaring van het ministerie van Internationale Betrekkingen en Samenwerking op 24 februari betreurde de Zuid-Afrikaanse regering dat de situatie was verslechterd ondanks de roep om diplomatie. De verklaring riep Rusland op om zijn troepen onmiddellijk uit Oekraïne terug te trekken en sprak de hoop uit op een vreedzame oplossing van het conflict.
- Zwitserland Op 21 januari 2022 bleef Zwitserland directe onderhandelingen tussen Rusland en de VS faciliteren om een gewapende confrontatie in Oost-Europa af te wenden. De Zwitserse president Ignazio Cassis verklaarde tijdens een persconferentie in Genève 'Zwitserland maakt zich zorgen over toenemende spanningen. We zijn er volledig van overtuigd dat dialoog de enige manier is om de veiligheid in Europa te versterken'. Op 27 februari 2022 kondigde de Zwitserse Bondsraad aan zich te zullen houden aan alle sancties die de Europese Unie tegen Rusland had opgelegd. Vrijgesteld van deze sancties zijn betalingen voor energiegrondstoffen. Bovendien zal Zwitserland geen directe wapenleveringen naar het oorlogsgebied toestaan en alleen humanitaire missies ondersteunen tijdens de crisis.

#### Landen met beperkte erkenning
- Abchazië – Op 22 februari 2022 heeft het ministerie van Buitenlandse Zaken een verklaring gepubliceerd waarin het de erkenning van de onafhankelijkheid van de volksrepublieken Donetsk en Loegansk door Poetin verwelkomt.
- Nagorno-Karabach – Op 22 februari 2022 verwelkomde de president van de afgescheiden staat, Arajik Haroetjoenian, het besluit van president Poetin, om 'de onafhankelijkheid van de volksrepublieken Donetsk en Loegansk te erkennen'. Hij verklaarde dat 'het recht van naties op zelfbeschikking en het opbouwen van een eigen staat onvervreemdbaar is voor elk volk en een fundamenteel principe is van het internationaal recht.'
- Taiwan Op 28 januari 2022 gaf president Tsai Ing-wen de Nationale Veiligheidsraad de opdracht om een taskforce op te richten die toezicht houdt op de gebeurtenissen in Oekraïne. Ze vergeleek de militaire opbouw van Rusland rond Oekraïense grondgebieden met de herhaalde invasie van China in de Air defense identification zone van Taiwan, en verklaarde dat 'Taiwan lange tijd te maken heeft gehad met militaire bedreigingen en intimidatie vanuit China. Daarom leven we mee in de situatie in Oekraïne en steunen we ook de inspanningen van alle partijen om de regionale veiligheid te handhaven', en pleiten voor een vreedzame dialoog.

#### Evacuaties
Op februari 2022, na waarschuwingen van westerse landen dat een Russische invasie nabij zou kunnen zijn, hebben meer dan een dozijn landen hun onderdanen aangemoedigd Oekraïne te verlaten. De VS, het VK, São Tomé en Principe, en Duitsland behoren tot de landen die hun burgers hebben geadviseerd te vertrekken.

### Oproepen tot vrede
- Anonymous (hackersgroep) – De gedecentraliseerde hackersgroep had een aantal van hun defacements van websites, zoals die van de Verenigde Naties en het Polar Research Institute of China, gewijd aan het promoten van voorstellen om de crisis te bezweren, onder meer door op te roepen tot de oprichting van een 'neutrale groepering' van landen die 'vastgeklemd zitten tussen de NAVO en Rusland', waaronder Oekraïne, Finland, Wit-Rusland, Georgië, Armenië, Azerbeidzjan en Moldavië. Anonymous voerde aan dat de zogenaamde 'neutrale veiligheidsgordel' zou kunnen dienen als een alliantie vergelijkbaar met de NAVO of de Organisatie voor het Verdrag inzake Collectieve Veiligheid (CSTO) die fungeert als een cordon sanitaire tussen de NAVO en de CSTO-landen om 'de angst van Rusland weg te nemen zonder dat de NAVO haar gezicht verliest'. Bovendien plaatsten ze het artikel 'Ending the Threat of War in Ukraine' van het Quincy Institute for Responsible Statecraft senior fellow Anatol Lieven op de defacement-pagina. Ook riepen ze op tot een referendum over het vermoedelijk volgen van het bestaande Minsk-protocol of het overdragen van de door separatisten gecontroleerde gebieden aan een VN-vredesmacht. Later zou bij een tweede referendum in de separatistische regio's de kiezers worden gevraagd om zich te herenigen met Oekraïne, onafhankelijk te worden of zich bij Rusland aan te sluiten.[244][245]
- Wit-Russische oppositie – Op 24 januari verklaarden Wit-Russische 'hacktivisten' dat ze de 'servers, databases en werkstations' van de Wit-Russische spoorwegen hadden verstoord met behulp van ransomware, terwijl de automatiserings- en beveiligingssystemen in stand bleven. Ze beloofden de systemen te ontsleutelen op voorwaarde dat 50 politieke gevangenen werden vrijgelaten en dat Russische soldaten Wit-Rusland niet binnen konden komen. Dzmitry Bandarenka, coördinator van de civiele campagne van Europees Wit-Rusland, vertelde op 26 januari 2022 aan 'Charter 97' dat hij geloofde dat in het geval van Russische agressie, tienduizenden Wit-Russen zouden vechten tegen de Russische Federatie aan de kant van Oekraïne en de onafhankelijkheid van hun land verdedigen.[246]
- Oecumenisch Patriarchaat van Constantinopel – Oecumenisch Patriarch van Constantinopel Bartholomeus I van Constantinopel riep op 13 januari 2022 op tot vrede in Oekraïne. De Oecumenische Patriarch zei: 'Vrede is een kwestie van keuze en moet worden gedeeld door alle krachten die betrokken zijn bij deze uiterst complexe en gevoelige geopolitieke context.'[247]
- Metropoliet van Bessarabië – Vertegenwoordigers van de Roemeens-orthodoxe metropool Bessarabië in Moldavië maakten bekend dat deze instelling de situatie aan de grenzen van Oekraïne nauwlettend in de gaten houdt. De metropool publiceerde ook een verklaring waarin werd gevraagd om vrede in de regio en te bidden dat dit het geval zou zijn.[248]
- Russische intellectuelen – Op 30 januari 2022 hebben 90 Russische intellectuelen, waaronder Lev Ponomaryov en Svetlana Gannoesjkina, een openbare verklaring afgelegd over 'Echo of Moscow' waarin ze er bij de Russische regering op aandringen om een 'immorele, onverantwoordelijke en criminele' oorlog tussen Rusland en Oekraïne te vermijden. De verklaring was ondertekend door 5.000 Russische intellectuelen.
- Op 31 januari publiceerde de gepensioneerde kolonel-generaal Leonid Ivasjov een verklaring namens de Al-Russische Officiersvergadering waarin hij zich verzette tegen de Russische dreiging om Oekraïne aan te vallen, die hij beschreef als een 'criminele politiek om een oorlog uit te lokken' en riep Poetin op om af te treden.
- Op 5 februari 2022 demonstreerden twee- tot vijfduizend mensen in Charkiv tegen de Russische dreiging om Oekraïne binnen te vallen.[249] Op 12 februari protesteerden tweeduizend mensen in Kiev om eenheid te tonen tegen de dreiging van een verdere Russische invasie van Oekraïne.
- Orthodoxe Kerk van Oekraïne – Metropoliet van Kiev en heel Oekraïne Epiphanius zei: 'We hebben allemaal gehoord en weten van de uitdagingen waarmee Oekraïne wordt geconfronteerd in het licht van de dreiging van Rusland. Deze dreiging moet niet worden onderschat, en daarom moeten we als natie klaar zijn om de vijand af te weren, als hij nog durft om de wetten van God en de mens te overtreden, en zijn misdaden te vergroten' door deel te nemen aan 'openlijke oorlog'. De Orthodoxe Kerk van Oekraïne publiceerde ook een gebedsgids met gebeden voor 'wanneer het vaderland in gevaar is' en voor 'bevrijding van de invasie door buitenlanders'.[250]
- Oekraïense Grieks-Katholieke Kerk – Aartsbisschop Svjatoslav Sjevtsjoek heeft er bij de mensen in Oekraïne op aangedrongen om verenigd te blijven in 'het gezicht van deze grote dreiging ... aan onze grenzen'. De Latijns-katholieke bisschoppenconferentie van Oekraïne heeft opgeroepen om van 16 februari een 'dag van intens gebed en vasten' te maken.[251]
- Op 20 februari hielden mensenrechtenactivisten Lev Ponomarev, Joeri Samodoerov en zes anderen, eenzame straatprotesten op het Poesjkinplein in Moskou tegen de Russische dreiging om Oekraïne aan te vallen. De acht demonstranten werden gearresteerd.[252]
- Internationale Rode Kruis- en Rode Halvemaan-beweging – Het Internationaal Comité van het Rode Kruis (ICRC) heeft een van zijn grootste noodhulpdiensten ingezet in Oekraïne, waar de organisatie sinds 2014 actief is en nauw samenwerkt met het Oekraïense Rode Kruis. Het ICRC was voornamelijk actief in de betwiste regio's Donbas en Donetsk en assisteerde personen die gewond waren geraakt bij gewapende confrontaties toen op 24 februari 2022 openlijke vijandelijkheden tussen Russische en Oekraïense strijdkrachten uitbraken. Daarna verplaatsten de gevechten zich naar meer bevolkte gebieden in Oost-Oekraïne. Het hoofd van de ICRC-delegatie in Kiev waarschuwde op 26 februari 2022 dat voorsteden van grote steden de frontlinie worden met aanzienlijke gevolgen voor hun bevolking, waaronder kinderen, zieken en ouderen. Het ICRC riep alle partijen bij het conflict dringend op hun verplichtingen uit hoofde van het internationaal humanitair recht niet te vergeten om de burgerbevolking en de infrastructuur te beschermen en de waardigheid van vluchtelingen en krijgsgevangenen te respecteren.[253]